# Monasterio de Santa María de Valbuena
El monasterio de Santa María de Valbuena es un monasterio cisterciense español. Está situado en el municipio de Valbuena de Duero, en la provincia de Valladolid de la comunidad autónoma de Castilla y León. Pertenece a la pedanía de San Bernardo y se halla levantado en la ribera del río Duero.
Fue fundado en el siglo xii por Estefanía Armengol, hija de Armengol V, conde de Urgel, y de su esposa María Pérez y nieta del conde Pedro Ansúrez. Sus primeros monjes vinieron de la Abadía de Berdona (Francia) (Berdoues en francés) que, a la vez, era filial de la abadía de Morimond.
Tras muchos avatares a lo largo de su historia, pasando por la Desamortización de Mendizábal, solo se mantuvo activa su iglesia, la cual fue parroquia de la nueva pedanía de San Bernardo, por lo que se conserva en muy buen estado. En 1967, el arzobispado de Valladolid compró a sus propietarios de entonces los edificios monacales. A finales de los años 1990, el monasterio fue cedido a la Fundación de Las Edades del Hombre para establecer en él su sede. Hoy día es un hotel balneario de 5 estrellas y pertenece a la cadena de hoteles de lujo Castilla Termal.

## Historia

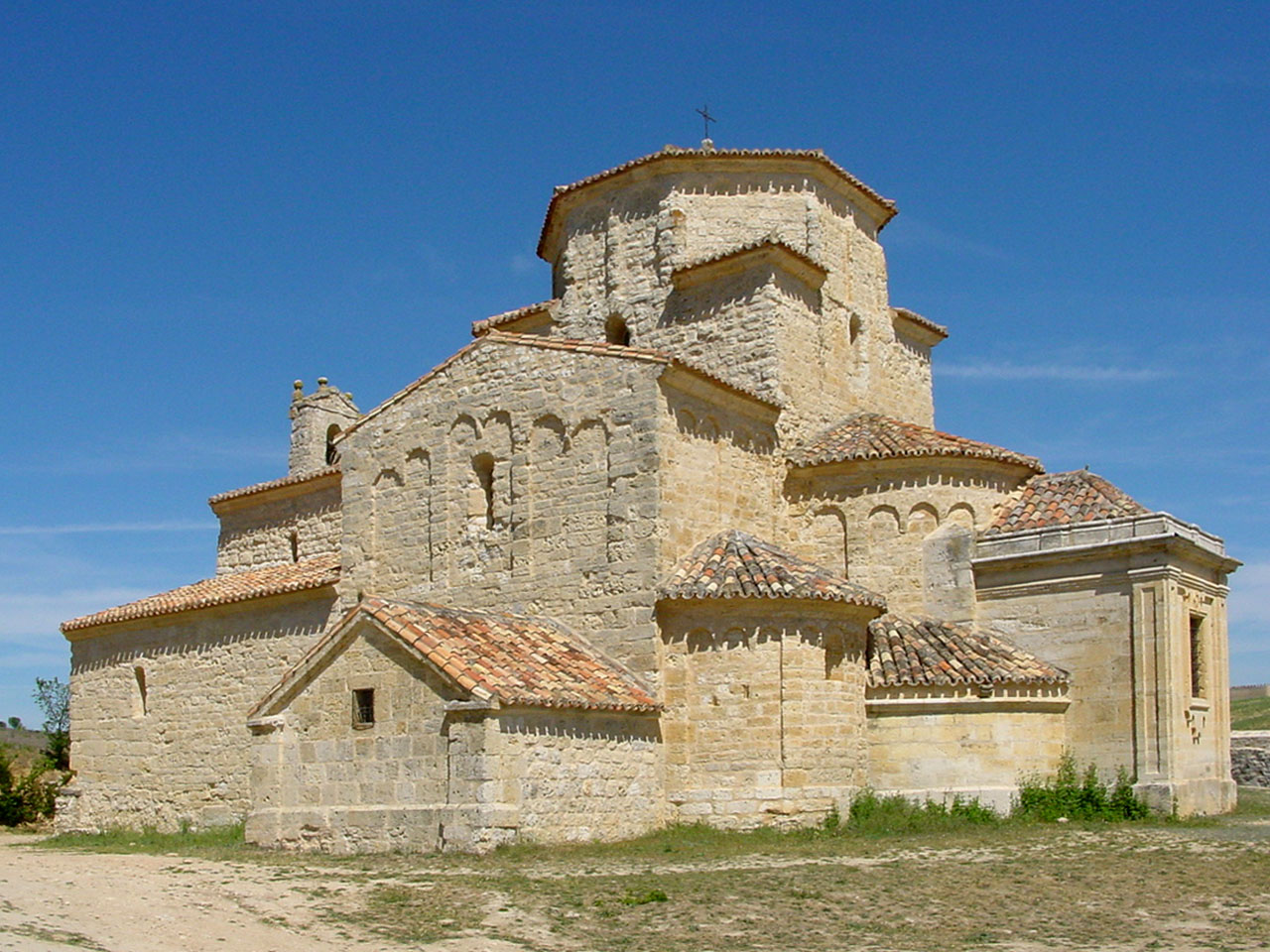
Iglesia de Nuestra Señora de la Anunciada (Urueña). Fue construida tras la boda entre Armengol V y María Pérez, los padres de Estefanía Armengol, la fundadora del Monasterio de Santa María de Valbuena

El 15 de febrero de 1143, Estefanía Armengol fundó un monasterio a orillas del río Duero, no muy lejos de la propia Valladolid, con voluntad de que lo gobernaran los monjes benedictinos, y al que dotó con la concesión del núcleo de Valbuena y Mombiedro.

Ego Stephania, humilis comitissa, bona memora, Armengoldi Comitis filia, quia iustium est xenodochia construere monasteri […] Facta carta in Vallebona. Era M.C.L.XXXI, mense februario XV kalendas, martis…

El monasterio fue consagrado a Santa María, como era costumbre en los monasterios del Císter, y, como segundos titulares, a San Martín de Tours, San Silvestre y Todos los Santos.
En 1151 llegaron los monjes benedictinos cistercienses de la abadía francesa de Berdona para repoblar la zona y hacerse cargo del monasterio. Su primer abad se llamaba Martín, a quien sucedió en 1151 Ebrardo, también monje francés, y en 1163, bajo el reinado de Alfonso VIII, el abad Guillermo. Desde su fundación, el monasterio de Valbuena dependió siempre de esta abadía francesa, hasta que en 1430, con la reforma de la Congregación de Castilla pasó a depender del monasterio de Poblet.
Fue una de las primeras fundaciones cistercienses que tuvieron lugar a lo largo de la geografía de Castilla y León y de ella saldrían monjes para regentar y repoblar nuevas fundaciones. Este monasterio tuvo como filiales y bajo su autoridad otros centros:
- Monasterio de Santa María de Aguiar en Portugal.
- Monasterio de Santa María de Palazuelos, en Corcos de Aguilarejo.
- Monasterio de Santa María de Matallana (del cual solo se conservan ruinas, que se pueden visitar).
- Monasterio de Santa María de Bonaval, en Guadalajara.
- Monasterio de Santa María de Rioseco, en Burgos.

Desde su fundación y a lo largo de todo el siglo xii, el monasterio gozó de una serie de privilegios por parte del papa, de los reyes y de muchos nobles, además de donaciones sustanciosas, todo lo cual contribuyó a su engrandecimiento y prosperidad, contando con la laboriosidad de los monjes y su buena administración de los bienes y propiedades. A partir del siglo xiii las donaciones continuaron, pero en menor medida, a la par que comenzó una lenta decadencia, que fue superada en el siglo xv, cuando en 1430, Martín de Vargas, clérigo jerezano maestro en Teología, fue nombrado abad del monasterio por Juan II y por Gutierre Álvarez de Toledo, obispo de Palencia. Martín de Vargas aplicó la reforma española de la Congregación de Castilla, que había sido fundada tres años antes en el monasterio de Montesión, en las proximidades de Toledo. Desde este momento Valbuena dejó de depender del monasterio de Berdona y se hizo filial del monasterio de Poblet. Es en esta ocasión cuando cambió su nombre, pasando a llamarse monasterio de San Bernardo de Valbuena.

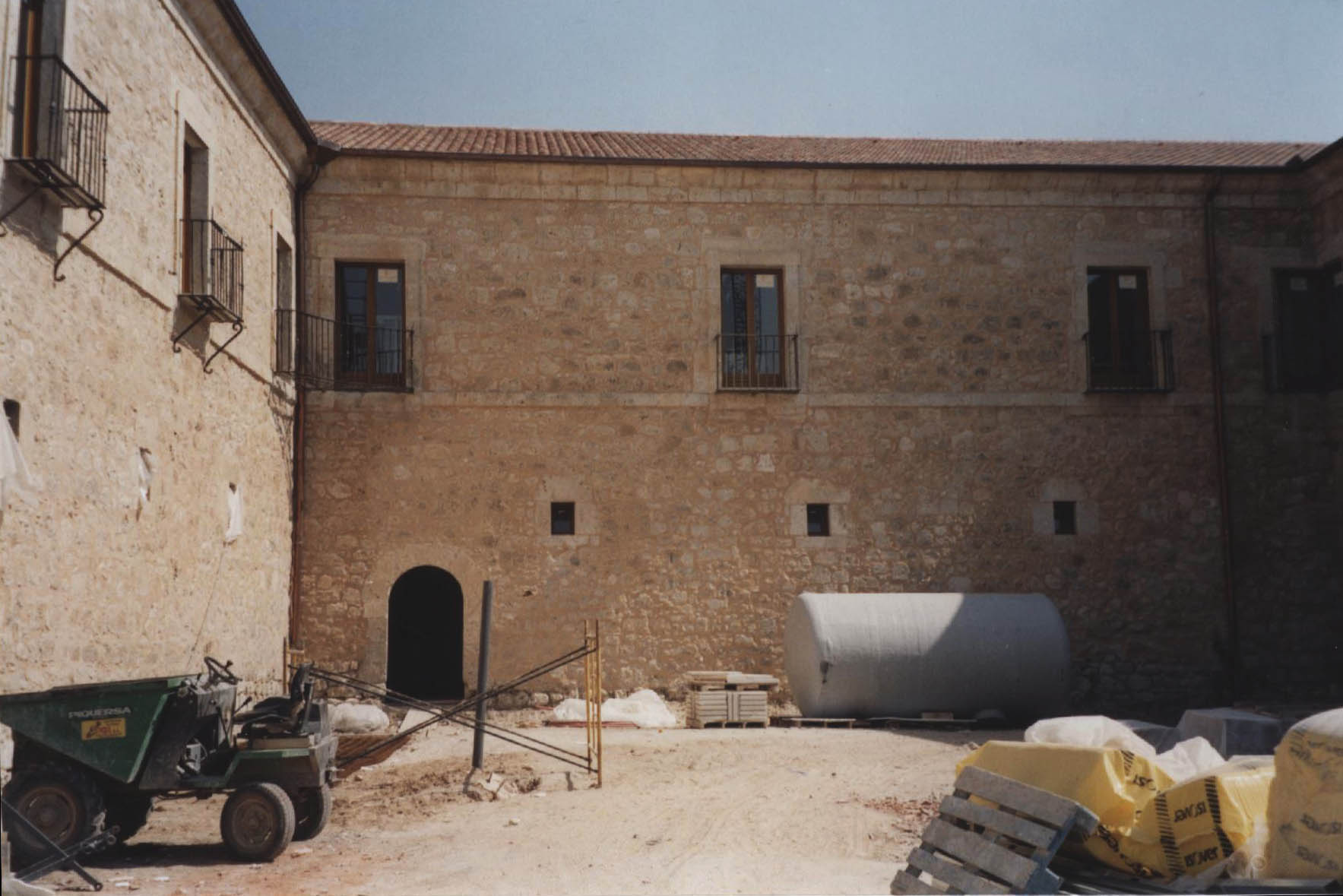
Obras de restauración y rehabilitación en el año 2001 a cargo del arquitecto Pablo Puente

En los siglos xvi y xvii se mantuvo con bastante actividad y en el xviii entró en decadencia, hasta llegar al xix, cuando desapareció como monasterio con la Desamortización de Mendizábal, poniéndose a la venta todas las dependencias, salvo la iglesia, que continuó funcionando como parroquia. El monasterio fue comprado por el barón Kessel, que lo vendió a otro particular llamado Juan Pardo, el cual mantuvo la finca y los edificios hasta que en 1950, el Instituto Nacional de Colonización lo compró para realizar el proyecto de instalar un poblado con 84 colonos de La Alcarria, procedentes del pueblo de Santa María de Poyos que había sido inundado por el embalse de Buendía.
Tras la guerra civil española, el monasterio y los terrenos aledaños se transformaron en campo de concentración franquista, con capacidad para 3.500 prisioneros. Estuvo activo al menos durante algunos meses en esta ubicación.
En 1954, la iglesia, que todavía dependía de la diócesis de Palencia, pasó a la archidiócesis de Valladolid y años más tarde, en 1967, el arzobispado vallisoletano adquirió la propiedad de los edificios monacales. A finales de los años 1990, el arzobispado cedió estos edificios para que sirvieran como sede a la nueva Fundación de Las Edades del Hombre. La gran obra de restauración y remodelación de los edificios se realizó en tres fases. La primera, que duró dos años y que fue llevada a cabo bajo las trazas y dirección del arquitecto Pablo Puente, pudo poner en marcha los locales destinados a las labores de la fundación. La segunda y tercera, dirigidas por los doctores arquitectos Jesús I. San José y Juan José Fernández, puso en valor el resto de dependencias, entre las que se encuentran la antigua hospedería y la iglesia del monasterio, que sigue cumpliendo su función como parroquia del pueblo de San Bernardo.
El Monasterio es Monumento Histórico-Artístico Nacional por decreto del 3 de junio de 1931, siendo asimismo Bien de Interés Cultural (BIC).

## Benefactores y donaciones
Los benefactores o donantes de un monasterio eran en general los reyes, junto con los papas y miembros de la Iglesia, los nobles y otro grupo constituido por propietarios ricos, hombres libres que, sin título nobiliario alguno, representaban en su época un estamento de cierta importancia cultural y económica.
El monasterio de Santa María de Valbuena no fue fundado por voluntad real, sino de la nobleza, como ya se ha dicho, por la condesa Estefanía Armengol, cuyas donaciones fueron todo el término de Valbuena y la Granja de Mombiedro (Quintanilla de Abajo). Más tarde le fue añadido, mediante una donación de Diego Martínez en septiembre de 1165, el monasterio de San Andrés de Valbení (cuyos monjes fundaron el monasterio de Santa María de Palazuelos en Corcos de Aguilarejo). También el señor de Aguilar, Gonzalo Yáñez, regaló a los monjes unas tierras en Sevilla, y doña Justa, señora de la nobleza, donó una heredad en una localidad llamada Siete Molinos.
Los sucesivos reyes tomaron bajo su protección el cenobio, de tal manera que sus aportaciones constituyeron la mayor parte de las donaciones recibidas. En el mismo año de la fundación, el rey Alfonso VII hizo unas sustanciosas donaciones que fueron aumentando y confirmándose en años posteriores:
- Quintanilla (Valladolid).
- Propiedades de Torre del Rey en Malacuera (Guadalajara).
- Villa o granja de Xaramiel (Jaramiel).

Los reyes Sancho III y Fernando III de Castilla se ocuparon del monasterio y de sus privilegios. Alfonso VIII de Castilla fue el más comprometido, no solo en este lugar, sino en todas las fundaciones cistercienses de su reino, a las que dio un sentido de defensa y fijación de fronteras entre reinos. Alfonso VIII aumentó el patrimonio de Valbuena con las tierras de Pedrosa y Ventosa, las de Pedro Gallego y el pozo de sal de Bonilla, además de aumentar los privilegios.

## Organización de las propiedades en granjas
La orden monástica del Císter tuvo siempre gran incidencia sobre la población no solo en lo espiritual y cultural, sino en lo económico y colonizador. En este sentido, los dos monasterios más importantes en la ribera del río Duero fueron las grandes abadías del siglo xii, Santa María de Retuerta (fundado por Mayor Pérez, tía de la fundadora del monasterio de Valbuena, el primer monasterio de la orden de los Premostratenses) y Santa María de Valbuena, ambas nacidas por iniciativa de una misma familia, los descendientes del conde Ansúrez. Las dos abadías contaban con una economía basada fundamentalmente en la explotación agrícola con el sistema de granjas como unidad del suelo y base de la economía y colonización.
Todas las tierras propiedad del monasterio de Valbuena estaban divididas en granjas de explotación agraria y ganadera. Para que las granjas dieran rendimiento y productividad, era preciso tener abundante mano de obra. Una comunidad de monjes cistercienses debía seguir la regla de San Benito en que se dice ora et labora, pero al encontrarse con una extensión tan grande de tierras, ese labora no podía ser cubierto únicamente por los monjes, bajo riesgo de abandonar las obligaciones religiosas. En este sentido, el Capítulo General de la Orden intervino en varias ocasiones para regular la presencia de los frailes en los trabajos de las granjas; en el Capítulo de 1223 se expresa claramente, prohibiendo a los monjes que pasen demasiado tiempo en los trabajos fuera del monasterio. Dentro de la clausura había un grupo de monjes con obligaciones específicas aparte de las espirituales: prior, soprior, cillero, maestro de novicios, bodeguero, enfermero, hermano refitolero —el encargado del refectorio o comedor— y alguno más. El prior era el segundo del abad, pero el abad podía nombrar a otros priores que serían los encargados de gobernar las granjas más lejanas (que se llamarían prioratos), ayudados por otro monje y siempre sometidos a la autoridad de la casa central: el monasterio.
Desde el punto de vista del trabajo, el grupo más numeroso e importante para una granja era el de los llamados conversos (sinónimo de lego) o conversos familiares. Los conversos eran hombres que vivían en el monasterio y en las granjas sin ser monjes ni participar de la vida monástica; pero sí tenían su zona de vivienda ubicada en la distribución del claustro. Estos conversos fueron de gran ayuda en la explotación de las granjas de los cistercienses de Valbuena junto con otro grupo, el de los vasallos, que estaba obligado a una serie de prestaciones establecidas.
Una granja tenía distintos campos de trabajo, todos importantes y todos con buenos resultados económicos:
Los molinos
El monasterio tenía entre sus posesiones bastantes molinos y aceñas que constituían una verdadera riqueza. La construcción de un molino era cara y solo los grandes señores podían permitirse el lujo de tenerlos, teniendo asegurada la molienda de los campesinos libres que no tenían más remedio que acudir a ellos. El monasterio de Valbuena llegó a contar con catorce molinos que están documentados. En la documentación se habla indistintamente de molendinis y açennas. Generalmente una aceña es un molino de agua, situado en los ríos, pero a veces se hace referencia a un molendinis que tiene el río Esgueva…
Los cistercienses de Valbuena tenían molinos de cuatro y seis ruedas. Todos fueron adquiridos en donaciones de heredades en que iban incluidos. Los monjes de Valbuena impusieron sus propias normas para el uso de los granjeros y colonos libres:

Por cada vegada que le fuese provado pague por cada fanega dos celemines para el monasterio.

El beneficio obtenido por la molienda se llamaba maquila. A mediados del siglo xv hubo una nueva disposición en que se decía que «en adelante se maquile igual que lo hacen en Peñafiel»:

De Sant Juan a Sant Miguel maquilan a cuarto e doble que son seys celemines de la carga, en los otros tiempos a cuarto de la carga […]

A partir del siglo xv el monasterio se tuvo que acoger a los arrendamientos de la mayor parte de los molinos para sanear su economía. Ya no ejercía una explotación directa pero seguían siendo una gran fuente de dinero.
Campos de cereales

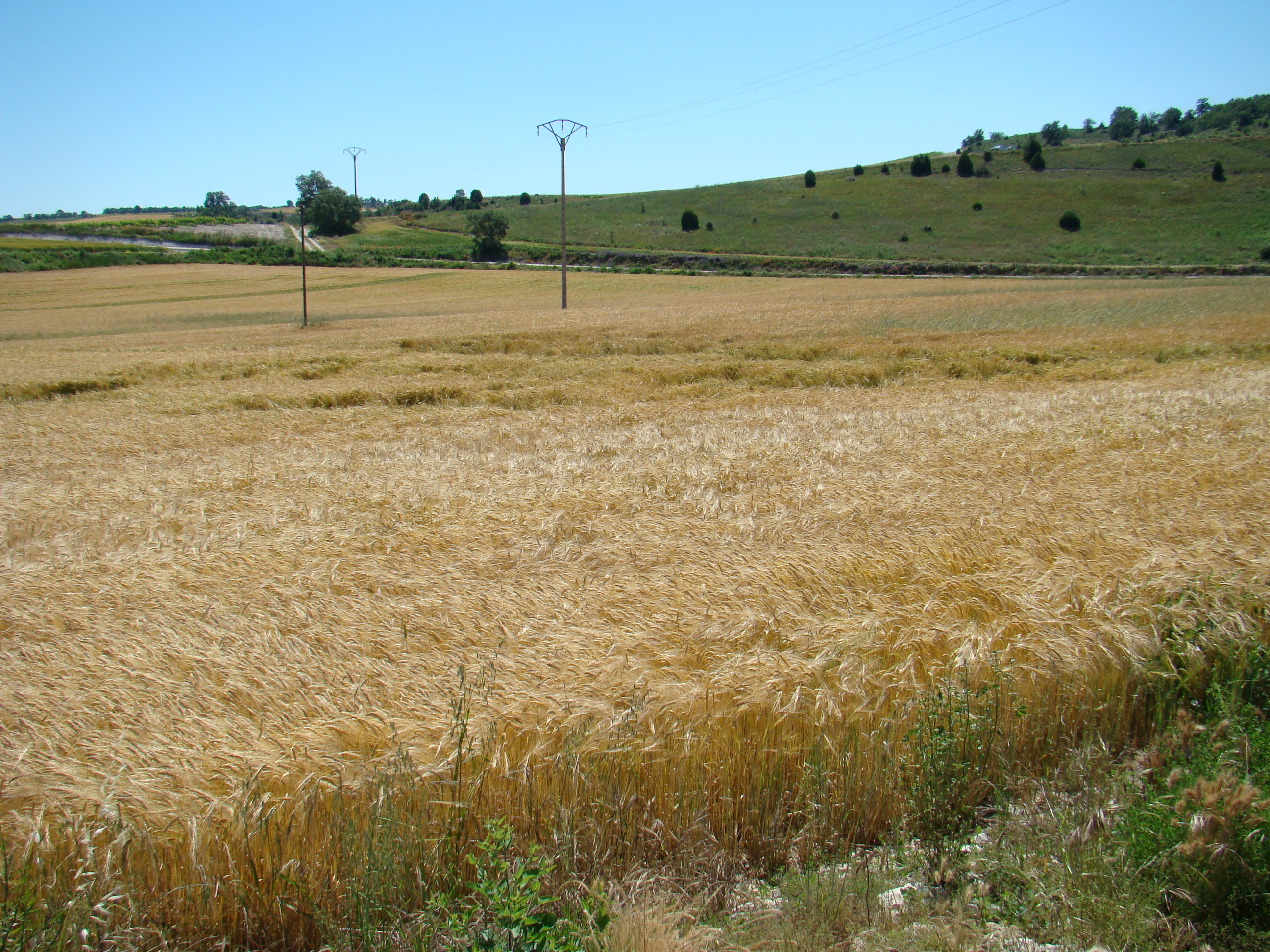
Campos de cereal en el entorno

Las tierras de cultivo se laboraban por el procedimiento de año y vez, es decir, un año se cultiva y al siguiente se deja en barbecho. El barbecho se utilizaba para apacentar el ganado que a su vez suministraba el suficiente abono para el año de cultivo. La producción de cereales junto con los viñedos fue muy importante para la economía de Valbuena. El monasterio poseía campos de cereales en sus propiedades de la cuenca del río Duero y en las de Sevilla. Las tierras se araban con la ayuda de los bueyes, nunca de caballos, o al menos la documentación jamás menciona a estos animales como ayuda en el campo.
Sembraban principalmente trigo y cebada más algo de centeno y avena. Con el trigo se elaboraba el pan blanco, la cebada servía de alimento a los animales y con el resto se hacía una clase de pan más ordinario. Los campos sembrados de cereal estaban muy vigilados y se imponían graves sanciones a todo el que no respetara las normas y entrara en ellos con su ganado.
Las viñas
Las viñas suponían un cultivo importantísimo al que los monjes prestaban gran atención. La productividad del vino era suficiente para abastecer al monasterio para la liturgia y el propio consumo y para comercializar el excedente. Era un tipo de cultivo tradicional en la zona y prácticamente todas las tierras adquiridas por donación llevaban incluida una extensión de viñedos. Los monjes también adquirieron viñas por medio de la compra a pequeños propietarios, que, al no contar con el equipo y la mano de obra necesaria, preferían vender y cambiar su estado de propietario por el de trabajador.
Los monjes tenían distribuidos lagares por todo el término y bodegas en las casas de su propiedad y en el propio monasterio donde contaban con una capacidad para veinte cubas. Se ve reflejado con toda claridad en los documentos de los contratos que en épocas más tardías el monasterio se vio obligado a dar en renta muchas de sus tierras, una parte del pago de alquiler era dado en vino, exigiendo que fuera siempre buen vino. Las viñas más apreciadas eran las de Olivares de Duero, Villanueva y Valbuena.
Las huertas

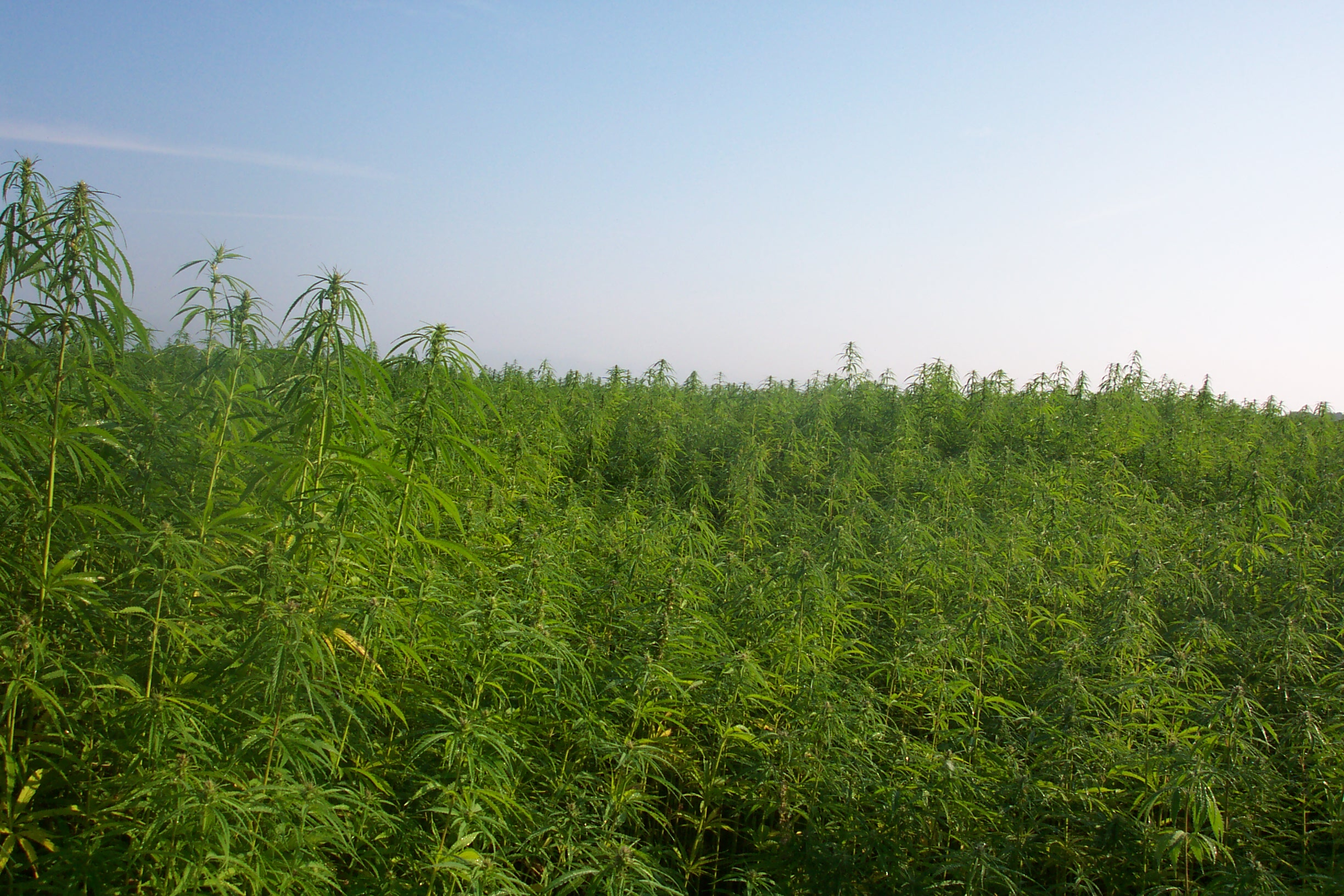
Plantación industrial de cáñamo

Las huertas (llamadas hortis en la documentación), estaban situadas en lugares con posibilidad de riego, cercanas a los ríos, arroyos, fuentes y canales de agua. En estas huertas se cultivaban los productos hortícolas y árboles frutales; de estos hay poca documentación que los especifique, salvo para la heredad de Villanueva de Nogayche en el término de Sevilla, donde se dice que había higueras y granados. La documentación del año 1375 describe el cultivo del cáñamo y del lino. Solo algunas tierras se dedicaban a cañamares y linares en las granjas de Soberado, Valbonilla, Piñiel y alguna otra.
Igual que ocurrió con las otras propiedades, las huertas tuvieron que ser arrendadas a partir del siglo xv.

### Ganadería
El fundamento de la economía castellana era la asociación de la ganadería y la agricultura. Los monjes no hicieron sino seguir esta costumbre. La ganadería se encontraba presente en todos los monasterios cistercienses de Castilla sobre todo a partir de los comienzos del siglo xiii, aunque en el monasterio de Valbuena ya adquirió importancia desde los primeros años de su fundación. El monasterio contaba con:
- Ganado caballar y asnal.
- Ganado vacuno.
- Ganado porcino.
- Aves de corral.

Cabaña ovina

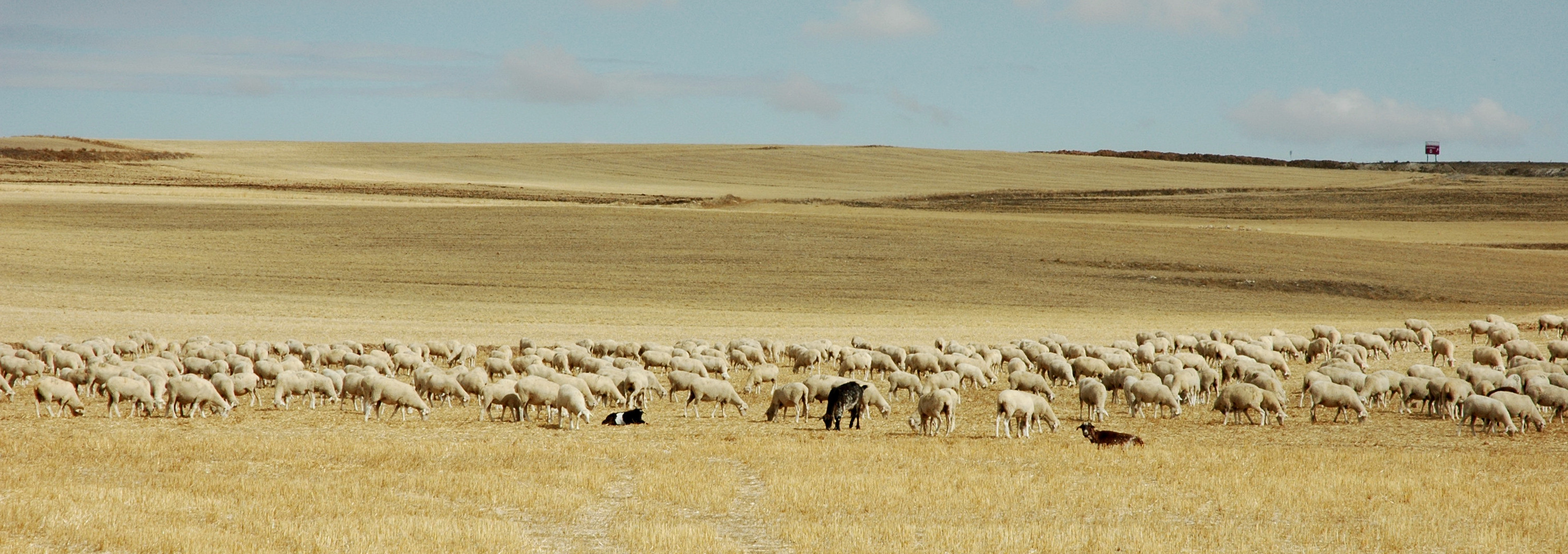
Ovejas en trashumancia

La cabaña ovina o ganadería lanar fue en toda Castilla una gran e importante actividad económica, hasta el punto de ser considerada a finales de la Edad Media como una gran potencia en estos recursos. En el monasterio de Valbuena fue igualmente importante hasta el punto de recibir de los reyes los mismos privilegios que tenía el ganado real: poder pastar por los montes del rey y estar exentos del pago de portazgo. Con la concesión de estos privilegios la ganadería lanar podía acogerse a la costumbre de la trashumancia en busca de pastos de invierno.
Los privilegios otorgados por los reyes al monasterio chocaron en muchas ocasiones con los otorgados a los concejos colindantes, dando ocasión a múltiples pleitos reflejados en la documentación. La ganadería trashumante necesitaba mucha menos mano de obra y por eso salió adelante en el siglo xiv, cuando hubo tanta mortandad como consecuencia de la peste. Precisamente en esos años aumentó la cabaña. El ganado necesitaba tan solo de un pastor con el que se acordaban una serie de condiciones muy reglamentadas, incluso lo referente a los perros acompañantes. También estaba muy reglamentado el uso de la sal, el suministro por parte del monasterio, la cantidad necesaria por días y por cabeza. También la dieta alimenticia de los pastores:
- Se les da pan dos veces por semana.
- En Cuaresma se les dan alimentos que les permitan cumplir con la abstinencia obligada.
- Recibían carne los domingos comprendidos entre San Pedro de los Arcos y San Miguel de septiembre, y desde esta fecha hasta las carnestolendas, tres días por semana. Los días que no recibían carne se les daba queso. También el vino estaba racionado.[28]

Ganado vacuno
Las vacas aportaban la leche y la carne para alimentación. La piel era aprovechada para confeccionar albarcas y otros útiles. Además las yuntas de bueyes eran imprescindibles para las tareas del campo, arar y arrastrar los carros repletos de productos.
Ganado caballar y asnal
Estos animales eran utilizados para el transporte, en especial el de leña tan solicitada y necesaria en la época. Las yeguas se cuidaban para la reproducción cruzándolas con asnos o caballos.
Ganado porcino
Eran conducidos en piara a los bosques donde podían alimentarse. Servían para la nutrición, siendo la mayor fuente de proteínas y grasas.
Aves de corral
Todas las casas existentes en las distintas parcelas o granjas tenían su corral adjunto donde se criaban sobre todo gallinas y gansos que enriquecían la dieta alimenticia.

## Otros recursos económicos
Además de las granjas ya descritas, la heredad de los monjes contaba con otro tipo de riqueza: los bosques, los prados y pastos, y como consecuencia de estos espacios, la caza. También las pesqueras y salinas.

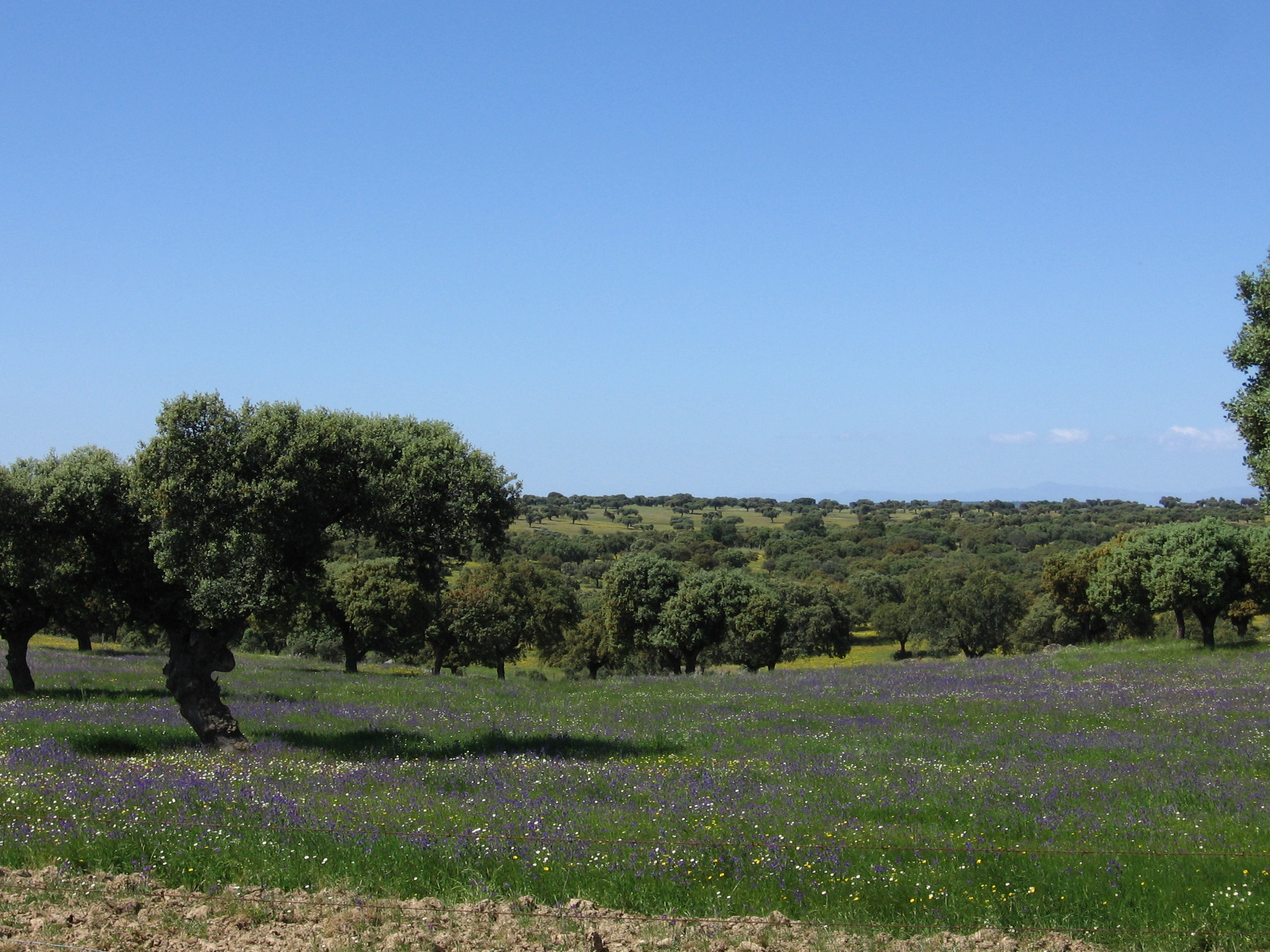
Dehesa

### Bosques, prados, pastos y caza
Los bosques proporcionaban leña y carbón para el fuego, madera para la construcción de casas y de determinados útiles, y alimento para algunos animales, en especial los cerdos. En los bosques se distinguía la dehesa (monte bajo y acotado), y la alameda, con plantación de álamos para madera.
Los prados daban hierba que, segada al comienzo del verano, se guardaba para tener comida para los animales durante el invierno. Los pastos eran suelos sin cultivar, llenos de maleza, donde se apacentaba el ganado. De los pastos se obtenía también el humus que servía como fertilizante.
La caza era otra fuente de riqueza. Se cazaba sobre todo conejos y perdices, con la ayuda de perros, hurones y redes. El derecho a la caza también estaba reglamentado, implantándose duros castigos a los infractores.

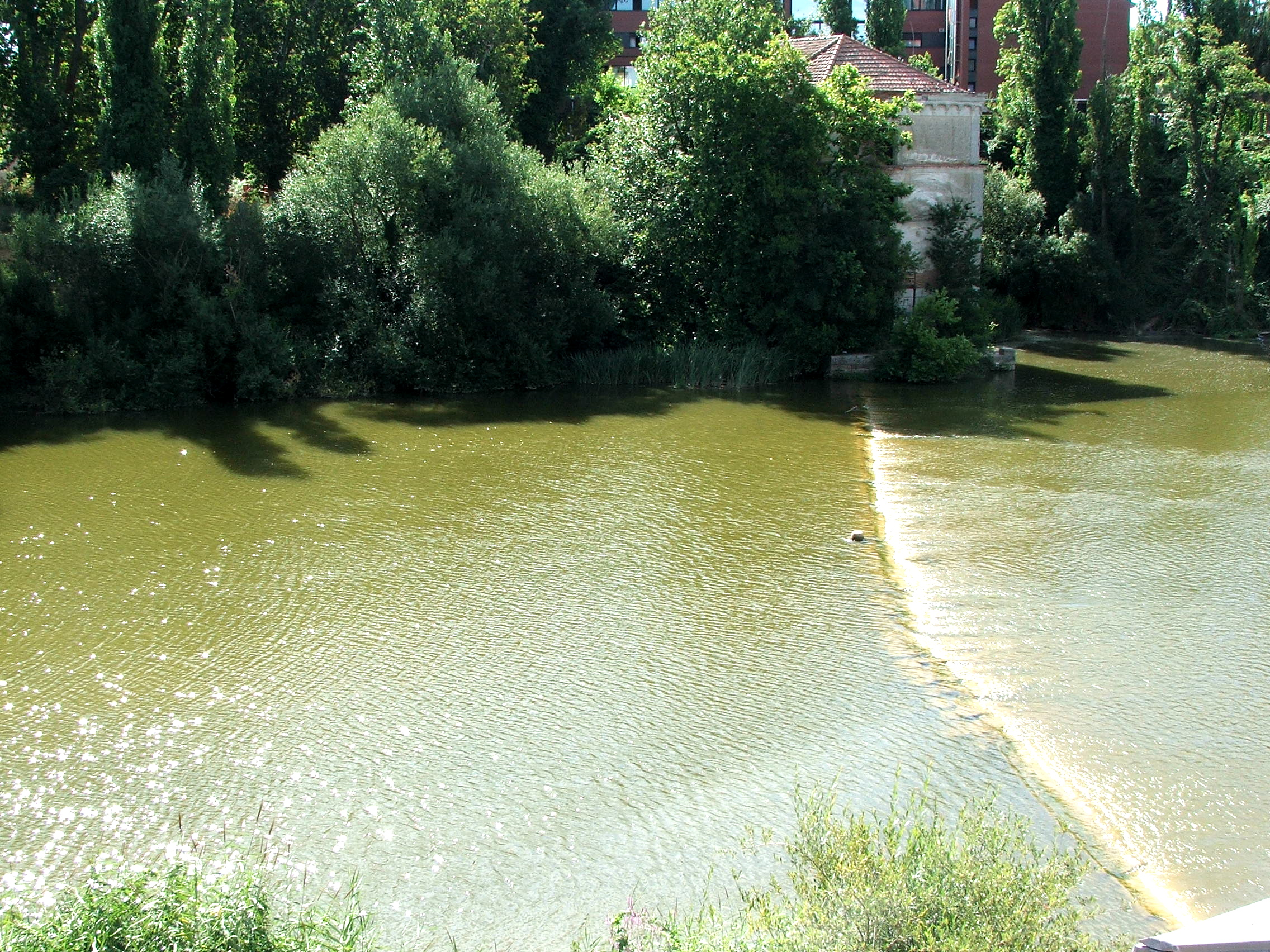
Restos de pesquera en el río Duero

### Pesqueras opiscarias
La heredad tenía buenos recursos de agua que atravesaban distintas zonas: los ríos Esgueva, Arlanza y Malacuera en el Alto Jarama (Guadalajara). El río más importante y que más riqueza aportaba era el Duero. Estas corrientes fluviales, además de proporcionar agua para el regadío y uso doméstico, permitían que se construyera en ellas pesqueras y molinos. Las pesqueras eran muy codiciadas pues ofrecían una buena fuente de riqueza sin necesidad de muchos cuidados. Los monjes tenían absoluto dominio sobre las aguas fluviales y podían incluso arrendar los tramos que convinieran.

### Salinas de Bonilla
En la Edad Media la sal era un bien muy preciado y de primera necesidad para los hombres y para el ganado. Servía para la conservación del pescado, carne de cerdo y tocino y para complemento en la alimentación de los animales. El monasterio de Valbuena tenía un pozo de sal en Bonilla (actual pedanía de Huete, en la provincia de Cuenca), concesión muy temprana del rey Alfonso VIII. Con este pozo de sal el monasterio tenía asegurada una producción necesaria para su consumo y un resto que se comercializaba. Los reyes sucesores siguieron concediendo la confirmación de esta propiedad.
En los documentos del siglo xv ya no se menciona más este pozo, pero se habla de otro situado en Atienza (Guadalajara), perteneciente al obispado de Sigüenza. La explotación de la sal se hacía con mano de obra asalariada. A partir de mediados del siglo xv los monjes optaron por el arrendamiento, igual que lo habían hecho con otras propiedades.

### La heredad de Villanueva de Nogayche
Esta finca de gran extensión (incluida en los documentos entre las donaciones mayores) perteneció en su origen al rico hombre castellano Fernán Ruiz de Castro, que la había recibido del rey Alfonso X el Sabio en fecha anterior a 1287 Se la nombra en el libro de repartimiento de Sevilla a raíz de la conquista de esta ciudad.

[…] avía en ella quatro mill pies de olivar e de figueral, e por medida de tierra trescientas e ochenta e cinco arrançadas de sano.

La finca estaba situada en el Aljarafe sevillano y debido a la lejanía en que se encontraba, los monjes de Valbuena no la administraron nunca directamente sino que la arrendaron desde un principio. Gracias a los documentos conservados sobre pleitos del monasterio con los sucesivos arrendatarios pueden conocerse las partes de que se componía esta finca. La heredad era muy extensa; tenía casas, molinos de aceite, cultivos de cereales, viñas, olivos y árboles frutales, sobre todo higueras y granados.
A los continuos pleitos y disgustos se añadió la caída de las rentas hacia finales del siglo xiv y la subida de precios y salarios. El 13 de julio de 1382 los monjes del monasterio decidieron deshacerse de esta propiedad a través de una permuta realizada con el último arrendatario, el armador Juan Martínez, que vivía en Sevilla. Juan Martínez poseía en Valladolid doce pares de casas y unas viñas, que cambió a los monjes por la finca de Villanueva de Nogayche. El cambio debió serle ventajoso pues en el documento de permuta consta que además donó al monasterio 4000 maravedíes.

## El conjunto monástico

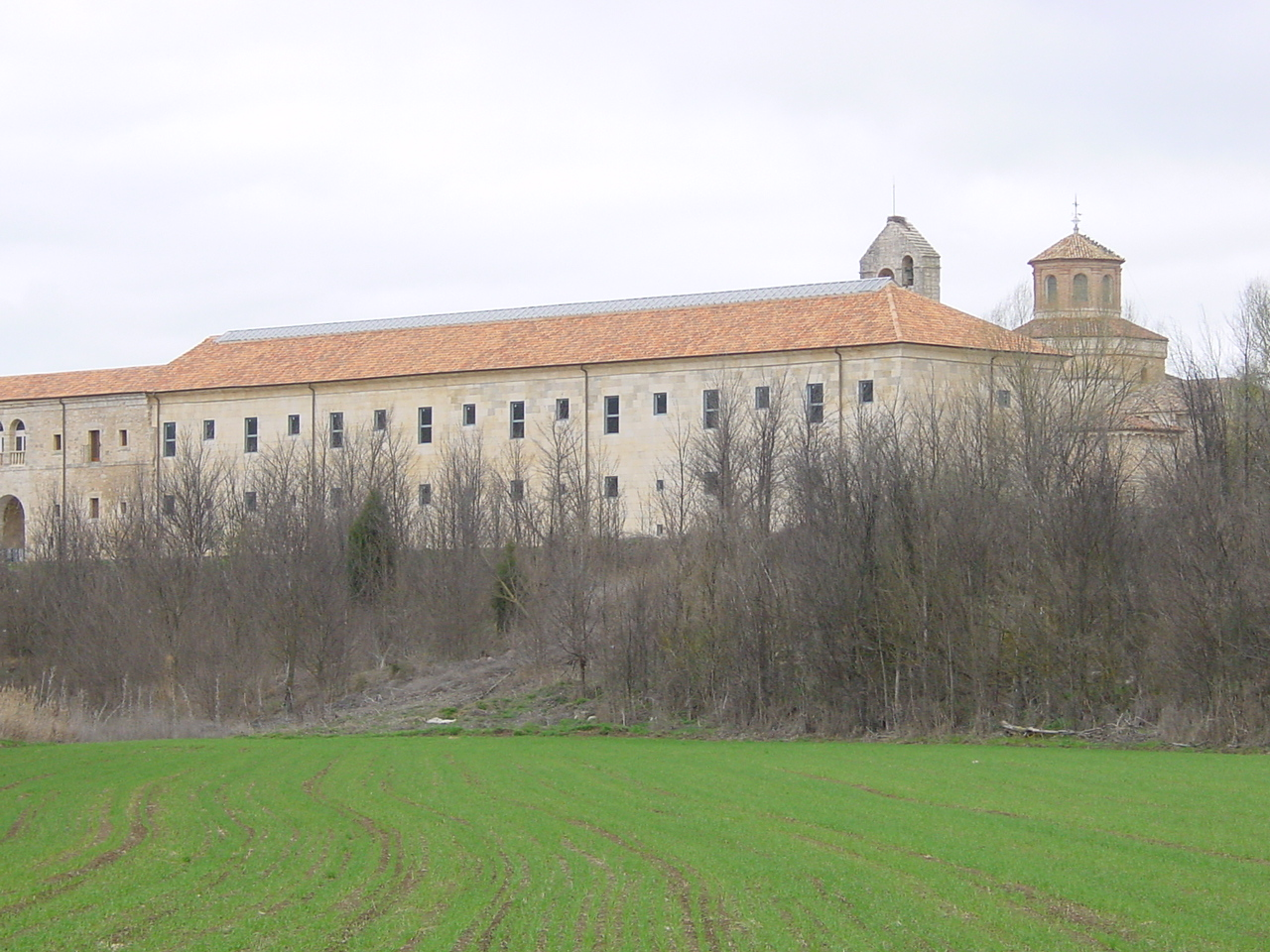
Fachada de las dependencias del monasterio. Hospedería orientada al río Duero

El conjunto constaba de iglesia, claustro (con todas sus dependencias), hospedería, dormitorios, zona de conversos y todos los demás departamentos propios de un monasterio cisterciense. La iglesia fue tomando forma a lo largo del siglo xii y las dependencias monacales siguieron construyéndose ya entrado el siglo xiii. Estaba rodeado de una cerca.
La disposición de los edificios son un fiel reflejo de los monasterios concebidos por los benedictinos y llevados a la perfección por la orden del Císter. Las trazas de todo el complejo requieren siempre que el claustro esté pegado a la iglesia bien sea por el lado norte o por el lado sur, de forma que los brazos del crucero compongan un rincón con él. Así las dependencias monacales quedan situadas al norte o al sur de la iglesia; en el caso de Valbuena se ven ubicadas al sur que es la situación más frecuente porque es la mejor forma de protegerse del viento frío mientras que la panda norte del claustro abierta hacia el sur aprovecha el calor del sol. Cuando estas reglas constructivas están ausentes es debido por lo general a exigencias de la topografía; los condicionantes más frecuentes son una elevación del terreno o un curso de agua.
Al oeste del claustro y en paralelo se construyeron en planta baja los graneros y cillas (despensas y bodegas) y sobre ellos los dormitorios de los conversos. También en la parte oeste se hallaba la portería y el edificio de la antigua hospedería o noviciado de monjes.

## La iglesia
Se llega a la puerta principal situada a los pies a través de un camino empedrado donde se levanta una cruz de piedra.

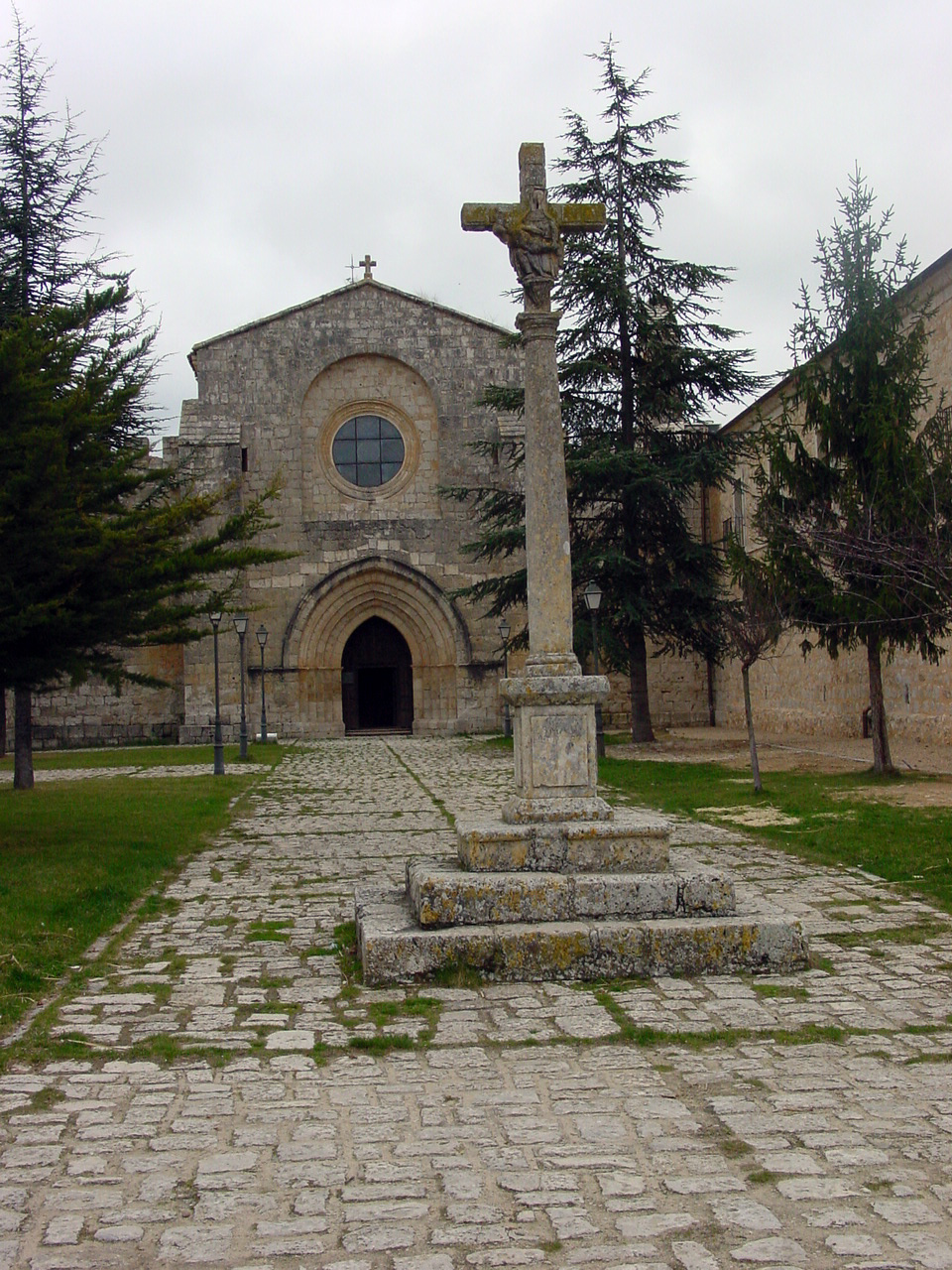
… a través de un camino empedrado donde se levanta una cruz de piedra

El edificio está construido en piedra muy buena de sillería, reforzado por contrafuertes prismáticos en su lado norte. Tanto en el exterior como en el interior puede verse en algunos sillares marcas de cantero; además de estas marcas hay otras inscripciones de significado dudoso en el exterior de la capilla mayor y capilla del Tesoro y también en la puerta de comunicación entre el claustro y la iglesia.
A lo largo del alero se sucede una hilada de canecillos simples sin ninguna escultura y en el ábside central, justo por debajo de los ventanales, corre una moldura que lo divide en dos hemiciclos. Al exterior, los ábsides laterales menores apenas muestran su forma circular por estar casi tapados por las dos capillas laterales cuadradas que fueron adosadas en el siglo xiii. En el muro norte, en la zona correspondiente al crucero puede verse una puerta ojival tapiada, que en el interior se oculta por un retablo barroco. Se utilizaba como puerta funeraria de los monjes y por ella accedían al exterior tras una pequeña ceremonia pues el cementerio se extendía por el entorno de los ábsides. Por encima de esta puerta hay dos arcos doblados de medio punto muy peraltados que cobijan un gran óculo de luz. La zona del crucero está limitada por dos contrafuertes que terminan en forma escalonada. La puerta principal de acceso se encuentra en el testero de poniente, a los pies del templo. Es una puerta austera con arquivoltas de arcos apuntados y sin adornos, típica del císter. Por encima hay un gran arco que también enmarca un óculo o rosetón con molduras muy simples.
El transepto o crucero

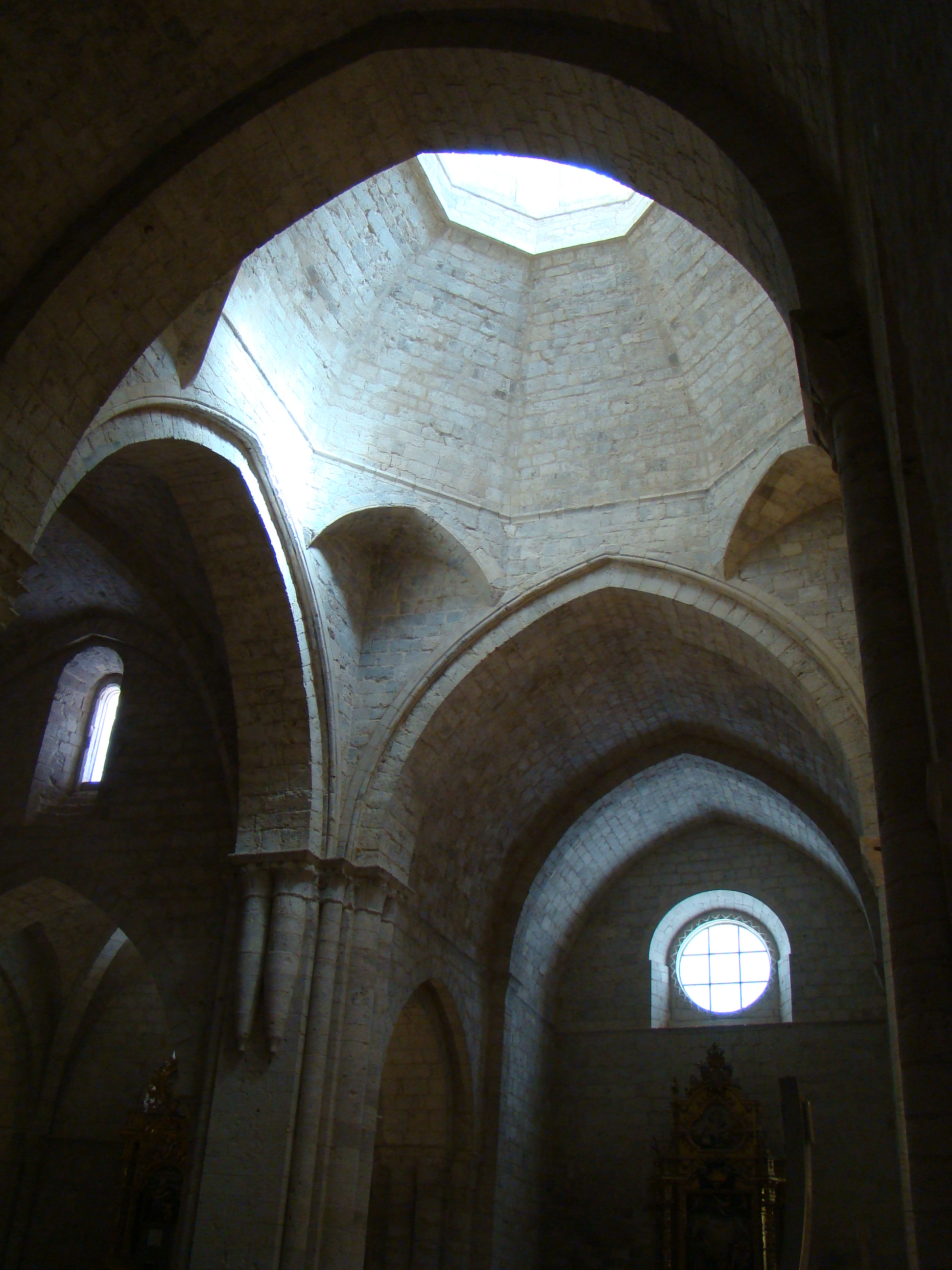
Crucero con el cimborrio octogonal

Este espacio que es de la misma altura que el ábside central, se divide en cinco tramos. La parte central se cubre con un cimborrio octogonal de bóveda esquifada que se apoya en trompas que son el único elemento constructivo que subsiste del edificio medieval; el cimborrio ochavado es del siglo xvi mientras que la linterna ya corresponde a la época barroca. Los brazos del crucero se cubren con bóveda de cañón apuntada. En el extremo sur, siguiendo la tradición de este tipo de iglesias se levantó la espadaña que consta de dos cuerpos más un tercero que es el remate a piñón. Se abren en ella tres vanos en disposición asimétrica, de arco de medio punto.
Interior del edificio. Tiene planta de cruz latina, con tres naves, de mayor altura la central. Consta de cuatro tramos más el crucero que está pegado a la cabecera y que sobresale en planta. Las bóvedas de las naves son de crucería simple y se apoyan en arcos apuntados que a su vez se apoyan en gruesos pilares cruciformes. Estos pilares se ven reforzados por ocho semicolumnas adosadas y cuatro columnas acodilladas. Todas estas columnas y semicolumnas van coronadas por capiteles vegetales que se adornan con hojas de palma o de acantos con bolas, muy austeros como corresponde a una ornamentación cisterciense.
La cabecera se compone de tres ábsides semicirculares siendo más desarrollado el central que está cubierto por bóveda de cuarto de esfera. En los extremos están los dos absidiolos de planta cuadrada añadidos en el siglo XIII. Estos espacios están cubiertos por bóveda de crucería. El hueco de los ventanales abocinados está tapado con alabastro. En el ábside central está la capilla mayor donde se muestra un retablo barroco. En el centro del crucero se levanta un cimborrio que se apoya en trompas.
Existe un coro alto a los pies cuya construcción del siglo xvi dio como consecuencia una altura inferior en los dos primeros tramos de la iglesia. Antes de este añadido, esta parte de la iglesia correspondía a los conversos.

#### Capillas y retablos
La capilla mayor del presbiterio tiene un retablo barroco del siglo xviii, atribuido a Pedro de Correas. En el centro hay un baldaquino exento donde está colocada una imagen de la Virgen de la Asunción. Sobre la imagen aparece un ángel volandero en actitud de coronar a la Virgen, dando una impresión teatral como corresponde al barroco. Por detrás del baldaquino está el retablo que se adapta perfectamente al ábside. En el cuerpo bajo hay cuatro figuras de tamaño natural que representan a Bernardo de Claraval, Anselmo de Canterbury, Ildefonso de Toledo y Pedro Damián.

Retablo mayor
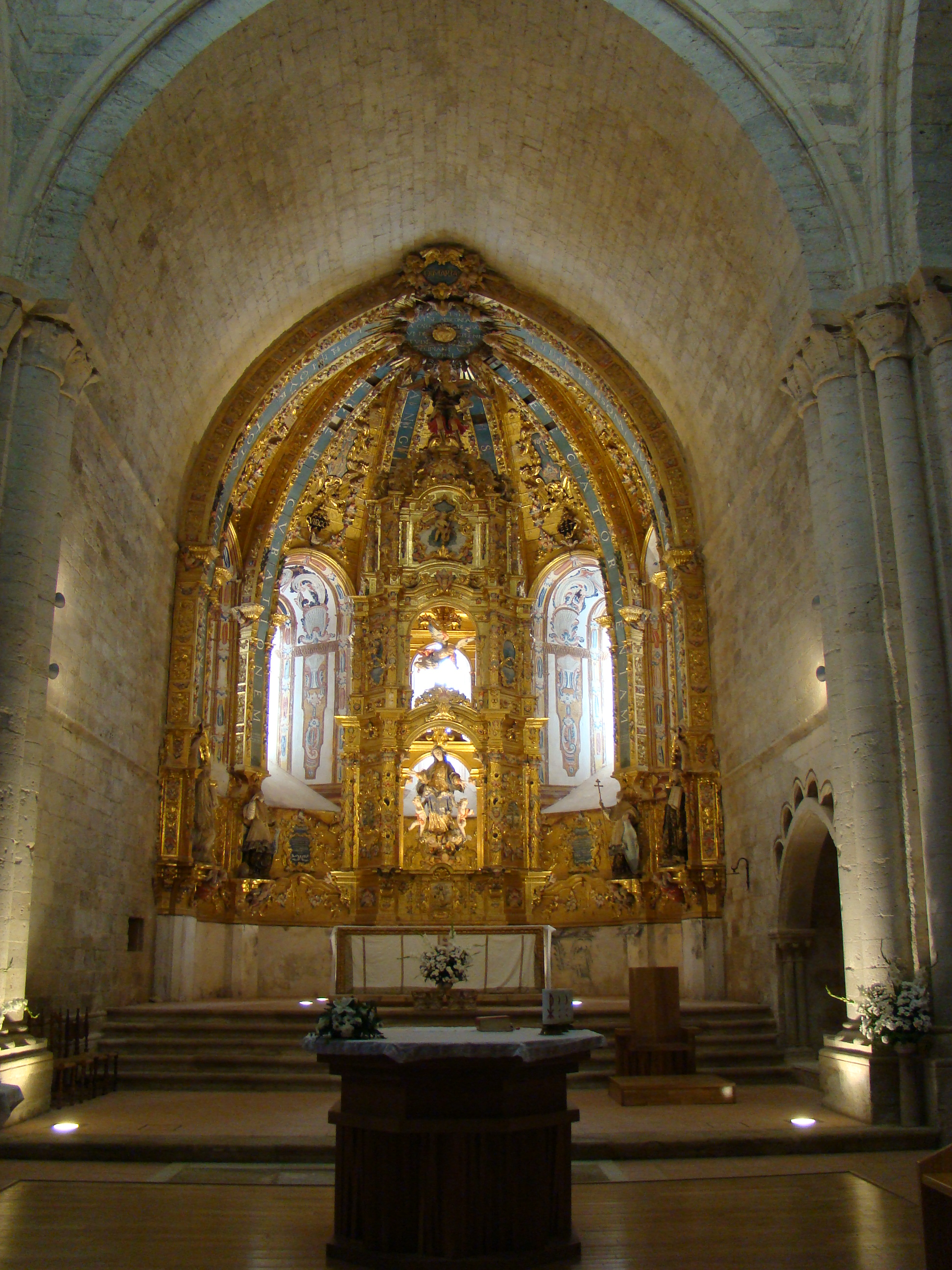
Retablo mayor de Pedro de Correas
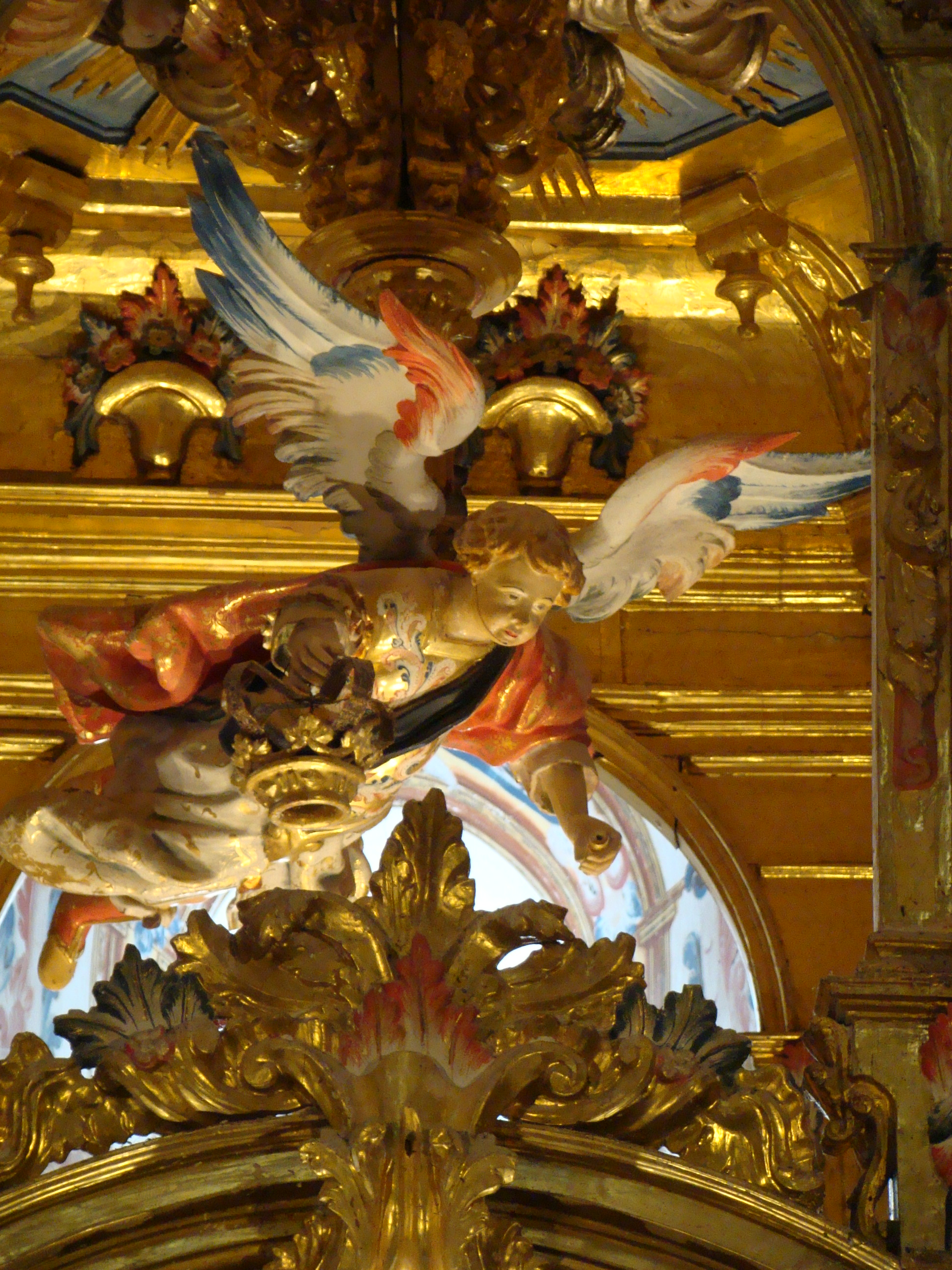
Ángel volandero coronando a la Virgen
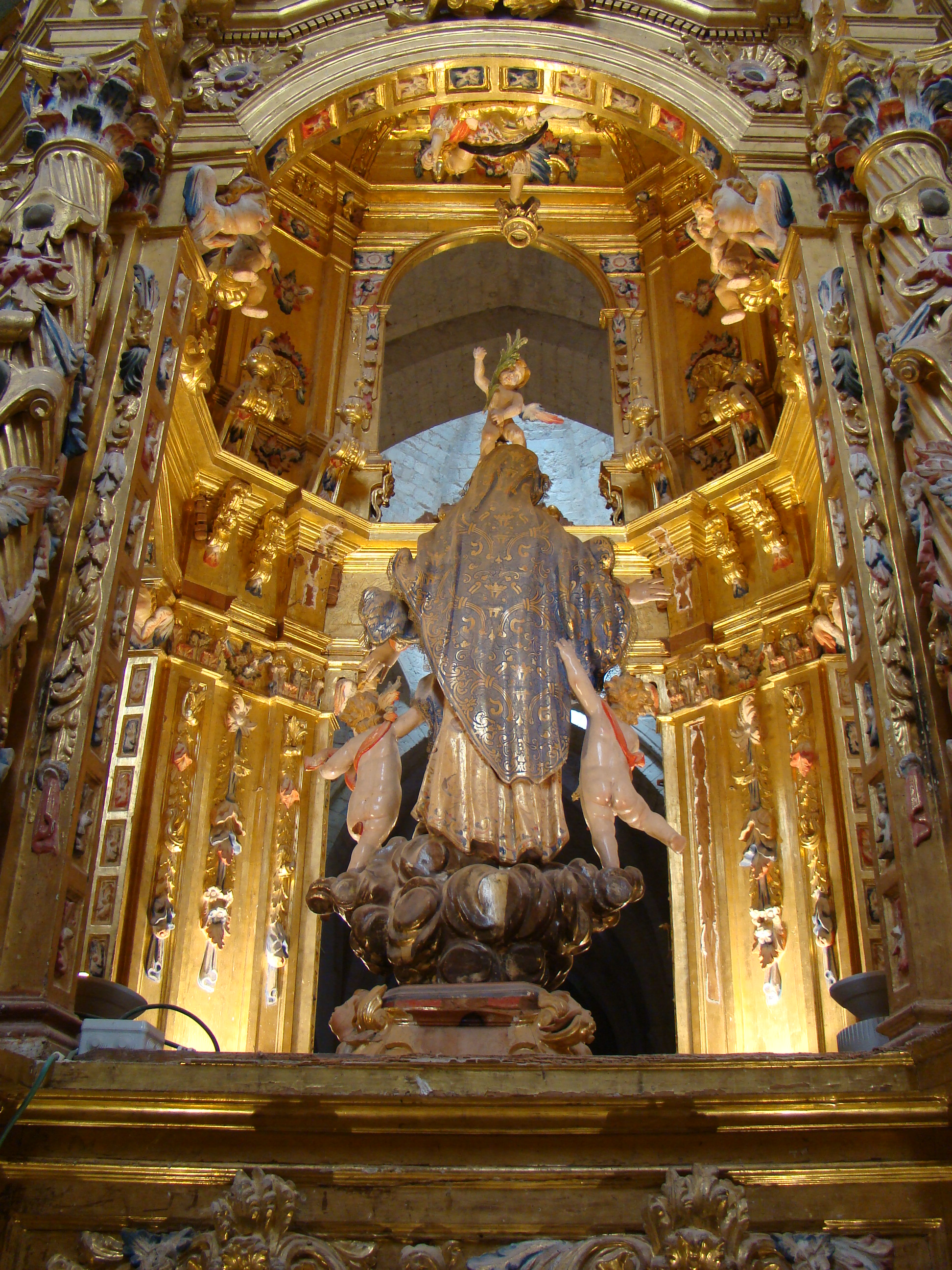
Baldaquino exento con la imagen vista de espaldas
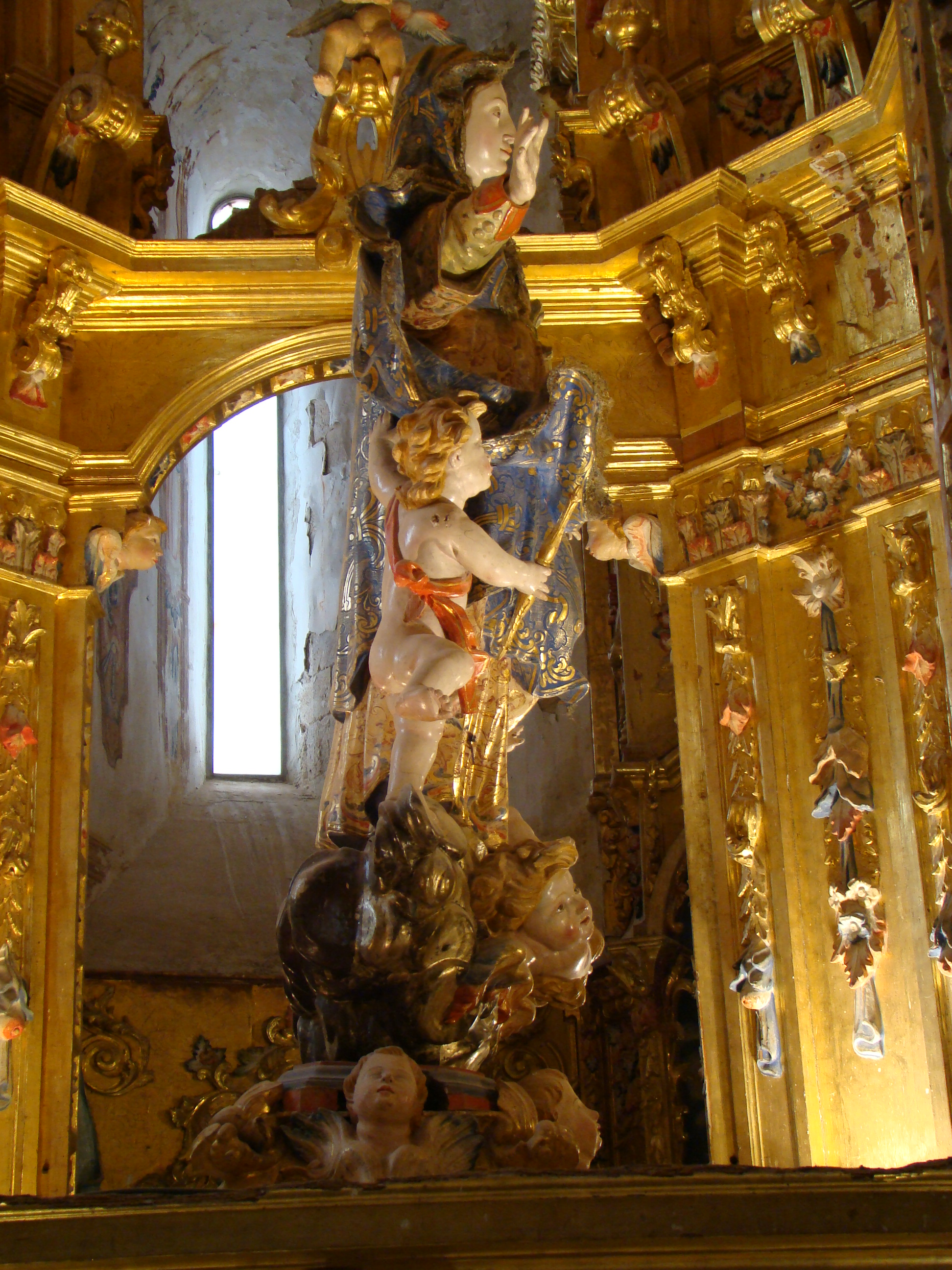
Detalle del baldaquino exento

En el lado del Evangelio (nave norte de la iglesia) hay cuatro retablos barrocos del siglo xviii. El primero está atribuido a Pedro de Correas y alberga un relieve central con el tema de San Bernardo recibiendo la leche de la Virgen. Este relieve es de la primera época del escultor Gregorio Fernández. El segundo retablo también se atribuye a Pedro de Correas. En el centro está la imagen de San Raimundo, del siglo xviii. El tercer retablo es parecido al anterior pero con la imagen de San Roberto. El último retablo de este lado tiene un gran relieve con el tema de la Sagrada Familia, atribuido también a Gregorio Fernández.

Retablos del lado del Evangelio
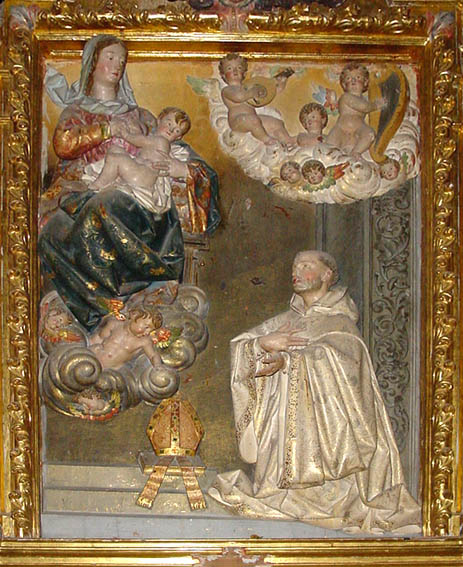
Detalle del retablo de San Bernardo atribuido a Pedro de Correas
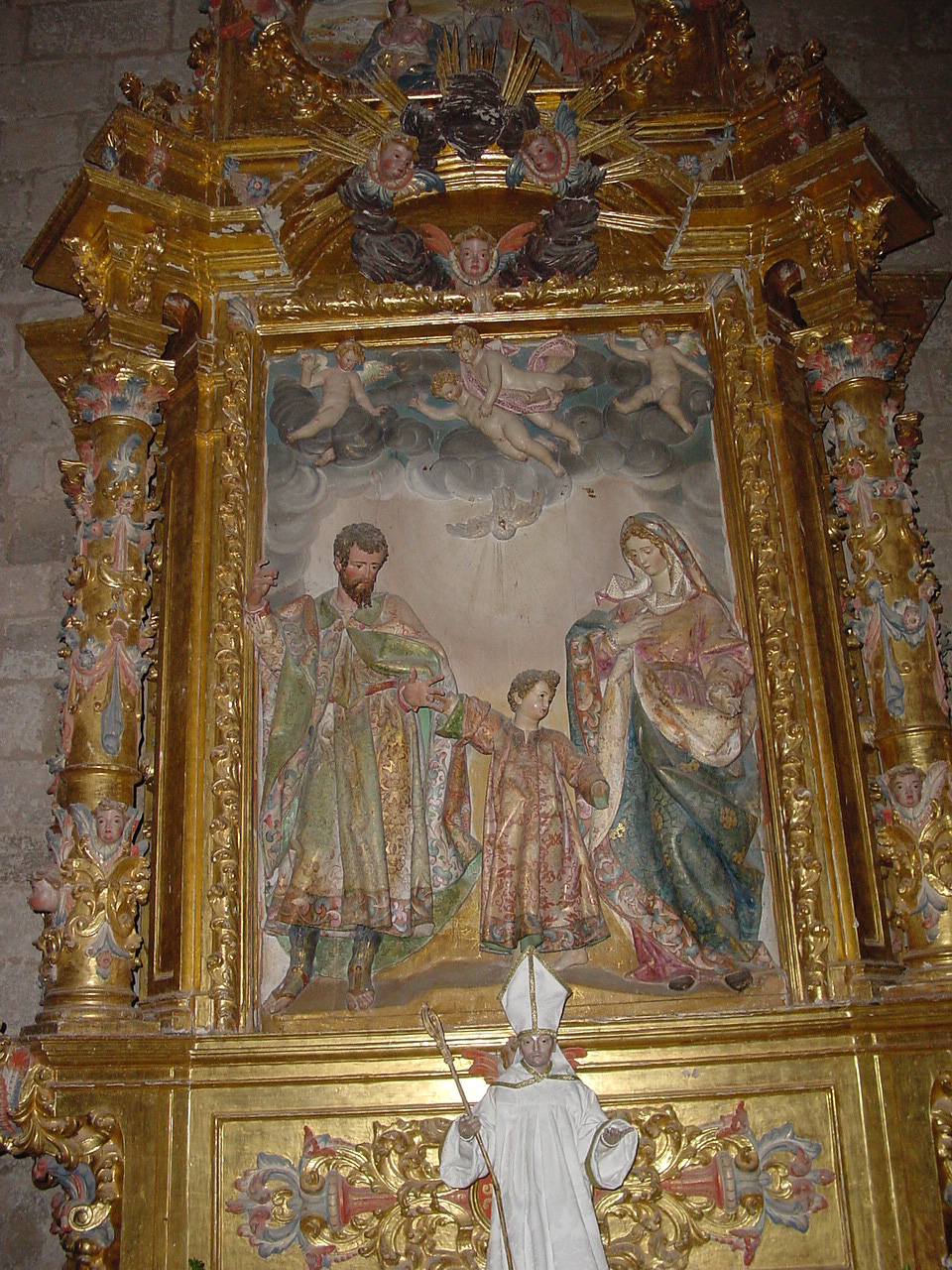
Retablo de la Sagrada Familia atribuido a Gregorio Fernández

La primera capilla de la cabecera solo muestra un Cristo del siglo XVI, atribuido a algún seguidor de Alonso Berruguete. La segunda capilla tiene un retablo barroco de mediados del siglo XVIII, con esculturas exentas de santos cistercienses. A ambos lados del cuerpo central se encuentran en total diez bustos relicarios.
En el lado de la Epístola (nave sur de la iglesia), la primera capilla de la cabecera tiene un retablo del siglo xviii que alberga una Inmaculada que sigue la iconografía del escultor Gregorio Fernández. En los laterales pueden verse las imágenes de San Joaquín y Santa Ana.

Lado de la Epístola
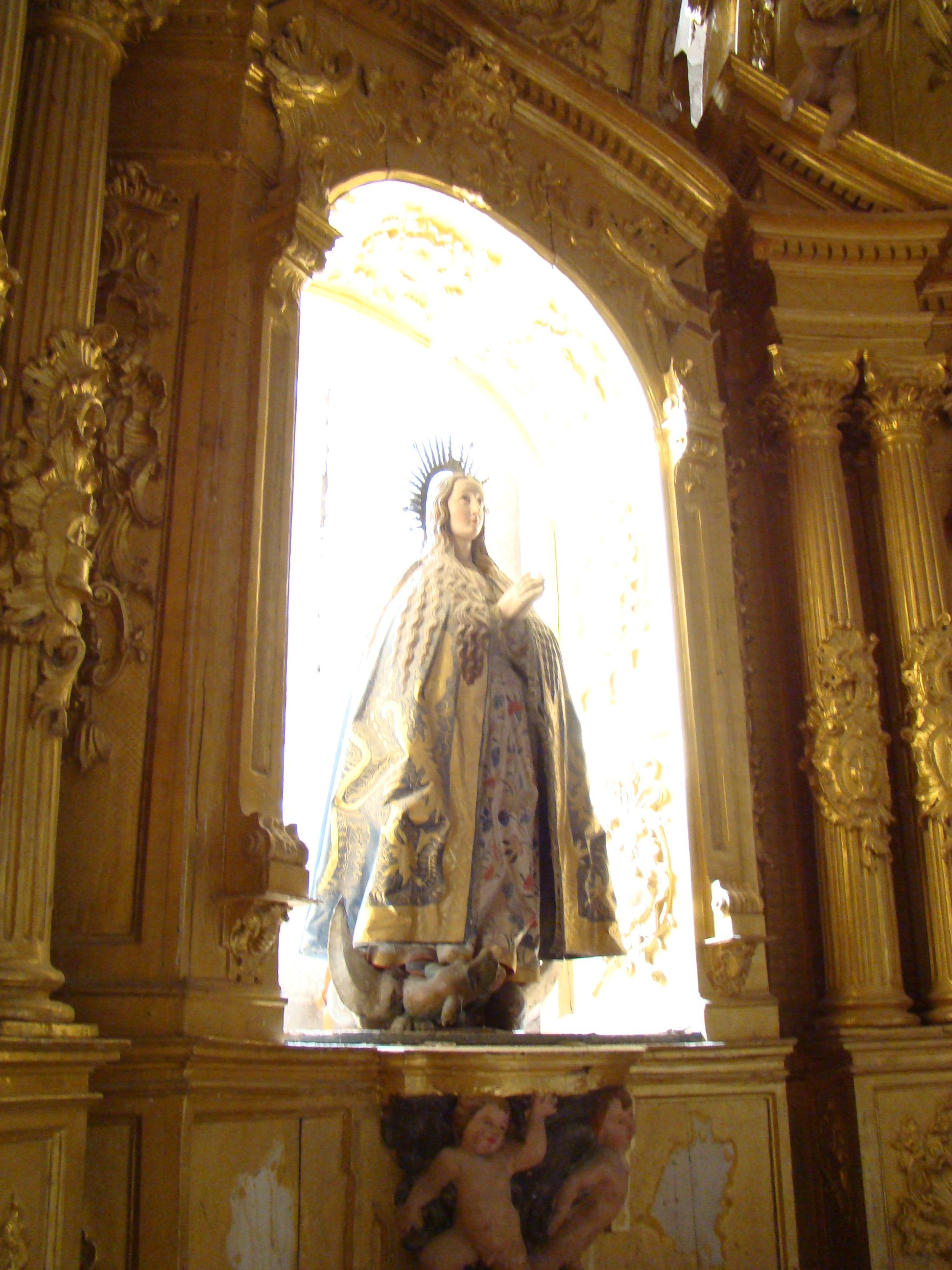
Retablo de la Inmaculada con la iconografía del escultor Gregorio Fernández
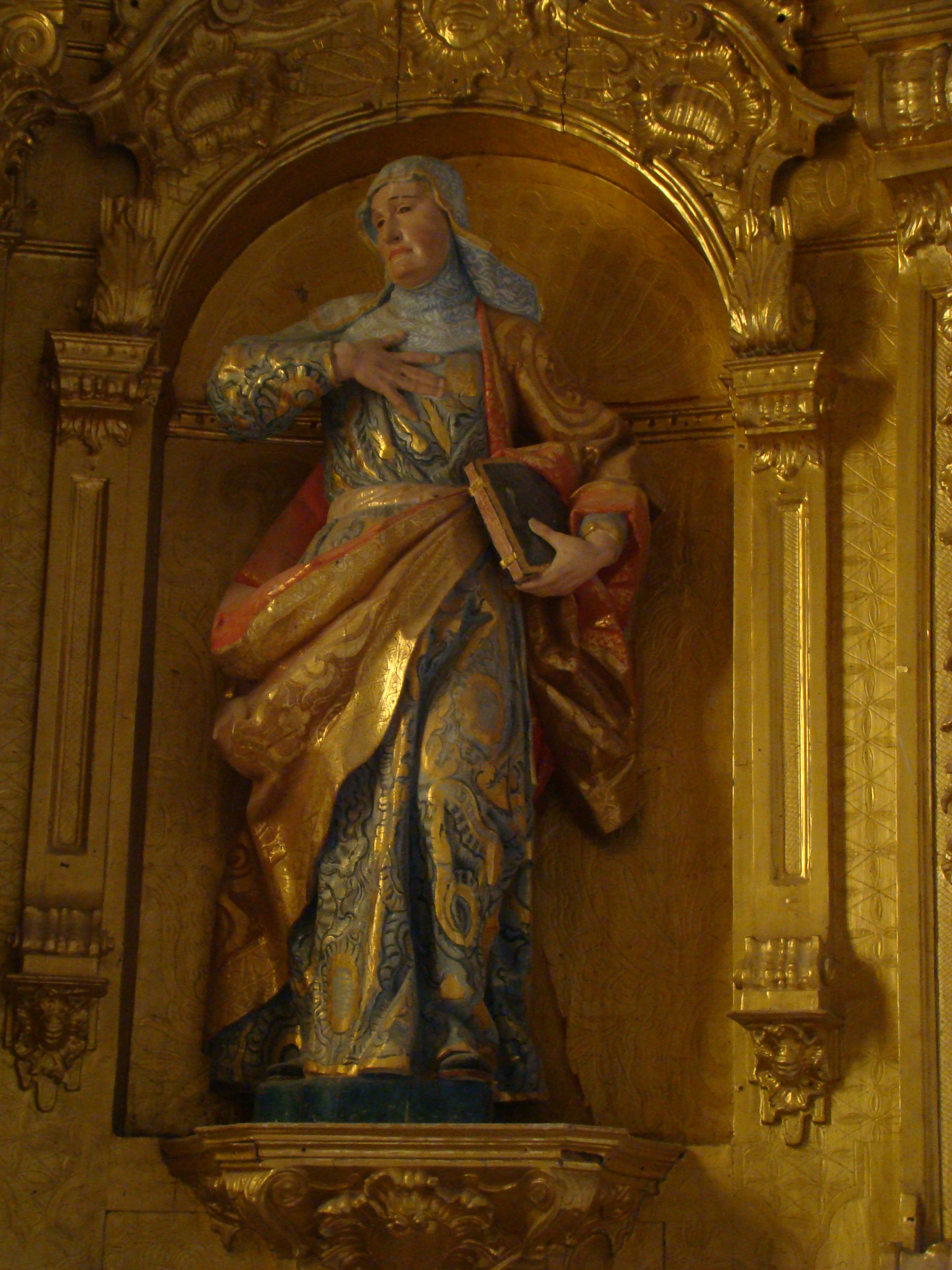
Imagen de Santa Ana

#### Capilla del Tesoro o de San Pedro
Es una capilla gótica del siglo xiii, de planta alargada y ábside trapezoidal que se encuentra fuera de la planta de la iglesia, en el lado sur a la que se accede a través del absidiolo sur de la cabecera. Tiene una sola nave de tres tramos con bóveda de crucería y cabecera poligonal. Se cree que sirvió de capilla funeraria y todavía conserva algunos sarcófagos de piedra. Lo más importante de esta capilla son las pinturas murales, góticas, que se encuentran adornando las paredes de tres de los sarcófagos. En restauraciones recientes de finales del siglo xx se han podido recuperar bastante. Los temas ilustrativos son combates entre caballeros cristianos y musulmanes, representaciones religiosas.
En el siglo xviii se remodeló para que la capilla sirviera de sala capitular. Se abrieron entonces dos vanos en el muro sur que darían más luminosidad al recinto ya que le entraría la luz desde lo que sería campo o huertas de los monjes sin obstrucción de edificio alguno. Otra modificación consistió en recubrir las paredes de yeso ocultando así las pinturas murales que a finales del siglo xx fueron recuperadas durante los trabajos de restauración del monasterio. Como el espacio se convirtió en sala capitular fue necesario trasladar desde el antiguo capítulo ubicado en el claustro (que se convertiría a su vez en sacristía) la sillería de los monjes que fue modificada y adaptada. Es una sillería barroca que se reubicó años más tarde en la iglesia parroquial de Santa María del Castillo en el pueblo cercano de Valbuena de Duero.
La poca escultura de esta capilla se reduce a las ménsulas adornadas con representación de cabezas humanas de labra muy tosca y a los capiteles con decoración de hojas que conservan todavía el policromado de tonos verdosos.
Las pinturas murales recuperadas son dignas de atención. Ocupan el espacio de tres arcosolios; las de más calidad y mejor conservadas son las del muro sur de la capilla con temas y personajes históricos como son la escena cortesana y la de una batalla entre moros y castellanos.
En el muro norte hay otro arcosolio con pinturas que están más deterioradas. Se distinguen reyes músicos —David con su arpa— y escenas del Evangelio: Anunciación y Epifanía.

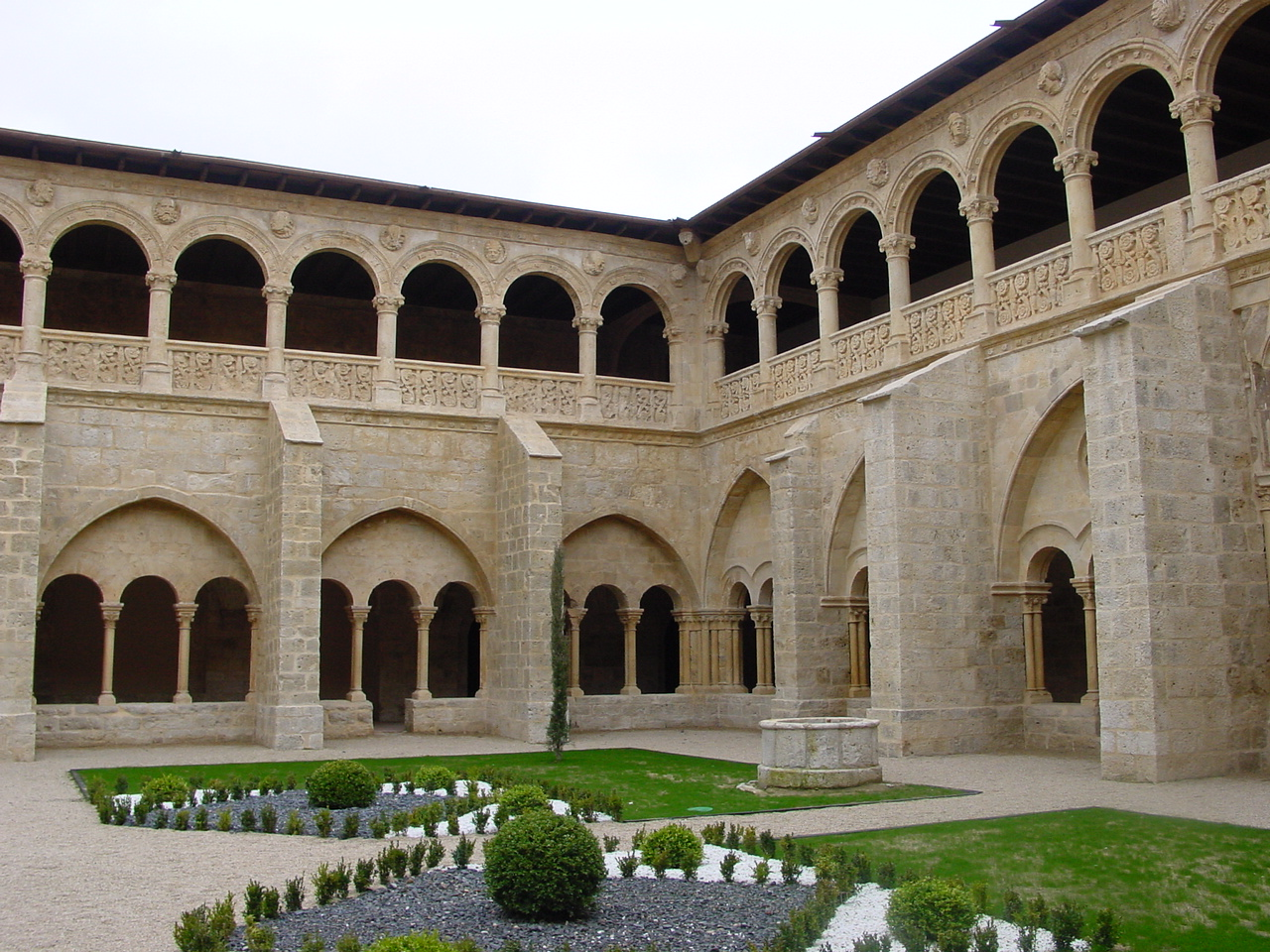
Claustro alto y claustro bajo después de la restauración del año 2001

## El claustro
Desde el tramo próximo al crucero por la parte sur, se accede al claustro por una puerta llamada puerta de los monjes, llamada así porque era por donde los monjes entraban a la iglesia desde el claustro. Por el interior es un simple arco rebajado; por el exterior y vista desde el claustro consta de dos arquivoltas apuntadas y una chambrana decorada. Las arquivoltas descansan sobre jambas y columnas acodilladas que tienen capiteles de palmetas estilizadas con terminación de bolas, decoración que se repite bastante en todo el monasterio.
El claustro o patio consta de dos alturas siendo la de abajo del siglo xiii y la superior del xvi. Las galerías o pandas están divididas por arcos fajones —que corresponden por el exterior a los contrafuertes— en seis tramos cuadrangulares más el tramo común de las esquinas, cubriéndose con bóveda de crucería. Las arquerías del piso bajo que se abren al patio constan de tres arcos de medio punto inscritos en otro arco apuntado, de descarga, en cuyo tímpano se abren pequeños rosetones y óculos —salvo en el ala este en que el tímpano está liso—. Las columnas son dobles y su fuste es de una pieza. Los capiteles presentan temas vegetales. La arquería de esta panda este es la más antigua y es más baja que las restantes pues por encima estaba situado el dormitorio.
La distribución de las dependencias que en su día se diseñaron para este claustro siguieron las mismas pautas que en otros monasterios cistercienses. La colocación y medidas de cada una de las salas estaba en consonancia con las necesidades y vida comunitaria de los monjes. Las cuatro galerías —comúnmente llamadas pandas— acogían estos espacios de convivencia siguiendo siempre la misma disposición. En algunos monasterios como es el caso de Valbuena se edificó siglos más tarde una planta alta siguiendo otros criterios y necesidades de acuerdo con la época. Por esta pandas deambulaban los monjes para llegar de una sala a otra o para pasear y meditar, incluso leer o celebrar algún acto religioso. La panda más antigua, la que se construía primero era la del lado oriental llamada por lo general <panda del capítulo> por estar construida en ella la sala capitular.

### Panda del capítulo

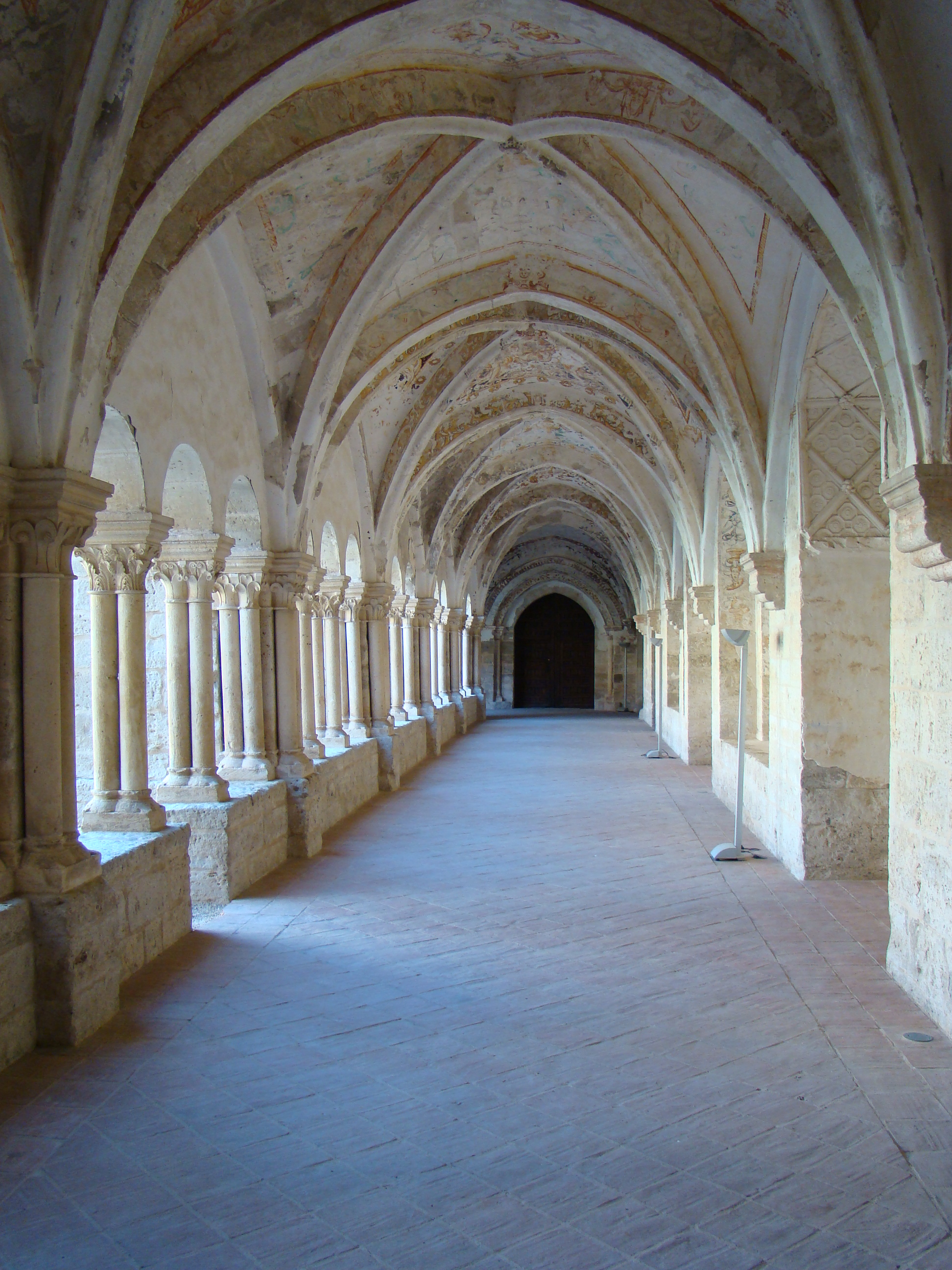
Panda del capítulo; al fondo está la puerta de monjes

Es la panda o galería oriental y en ella se encuentran varias estancias, muy cambiadas a lo largo del tiempo y que al principio estaban en este orden, empezando por la parte más próxima a la iglesia:
Armariolum
Llamado también armarium claustri era un hueco abierto en la pared, cercano a la puerta de monjes descrita anteriormente, cerrado por puertas de madera, construido a comienzos del siglo xiii; servía como biblioteca. Todas las abadías madres cistercienses contaban con este espacio y los monasterios también. En algunos casos como el de la Santa Espina eran bastante grandes pero en Valbuena se trataba de un verdadero armarium. Servía para que los monjes guardaran los libros de oraciones o temas religiosos que leían durante sus paseos por las galerías. También el chantre guardaba allí los libros manuscritos que solían crearse en los scriptorium.
El armario conservó su uso hasta que en el siglo xvi los ejemplares ya no cabían y hubo que pensar en trasladarlos a una estancia más capaz que llegaría a ser una auténtica biblioteca. El hueco del armariolum, sin la puerta de madera cobijó un altar cuyo retablo era una pintura sobre tabla del siglo xvi representando a Santa Ana, María y Jesús. Esta pintura puede verse en el oratorio de las dependencias de la Fundación de Las Edades del Hombre.
Sala capitular
La sala capitular se utilizaba para reunión de los monjes que junto con el abad participaban de todos los actos importantes: lectura de los Capítulos de la Regla de San Benito, confesión de los monjes que necesitaran descargar su conciencia y elección de un nuevo abad. Además se debatían temas concernientes al monasterio y a la vida de sus moradores.
El muro que da a la galería del claustro estaba abierto con tres vanos: una puerta central y dos grandes ventanas a los laterales. Desde esta zona y en ocasiones puntuales los hermanos conversos podían asistir a algunas reuniones. Cuando la sala capitular se modificó para sacristía se cerraron esos tres vanos y aunque siguen cegados se pueden distinguir muy bien la puerta de un arco de medio punto doblado y muy sencillo que apoya en sendas jambas y las ventanas también de arco de medio punto doblado que descansan en los correspondientes basamentos. La articulación del espacio sigue siendo la misma con cuatro columnas que lo dividen en nueve tramos de crucería.
Pasillos
Junto a la sala capitular hay una entrada que conduce a la escalera secundaria del dormitorio; después están los dos pasillos paralelos y perpendiculares al claustro. El primero es un paso que lleva desde la panda al exterior, a lo que en su día fue la huerta. El segundo servía de locutorio, lugar donde se establecía alguna conversación corta (el sitio es demasiado estrecho para llevar cómodamente una plática) y donde el abad repartía las tareas correspondientes que los monjes debían realizar en la sala de trabajos que estaba a continuación. Estos dos pasajes eran comunes a todos los monasterios. En el caso de Valbuena datan de la primera fase de construcción durante las primeras décadas del siglo xiii. Tienen sendas puertas de entrada y de salida, de arco apuntado y sin decoración y con bóvedas de cañón. El pasillo locutorio tiene una tercera puerta que comunica con la sala de trabajos.
Sala de trabajos

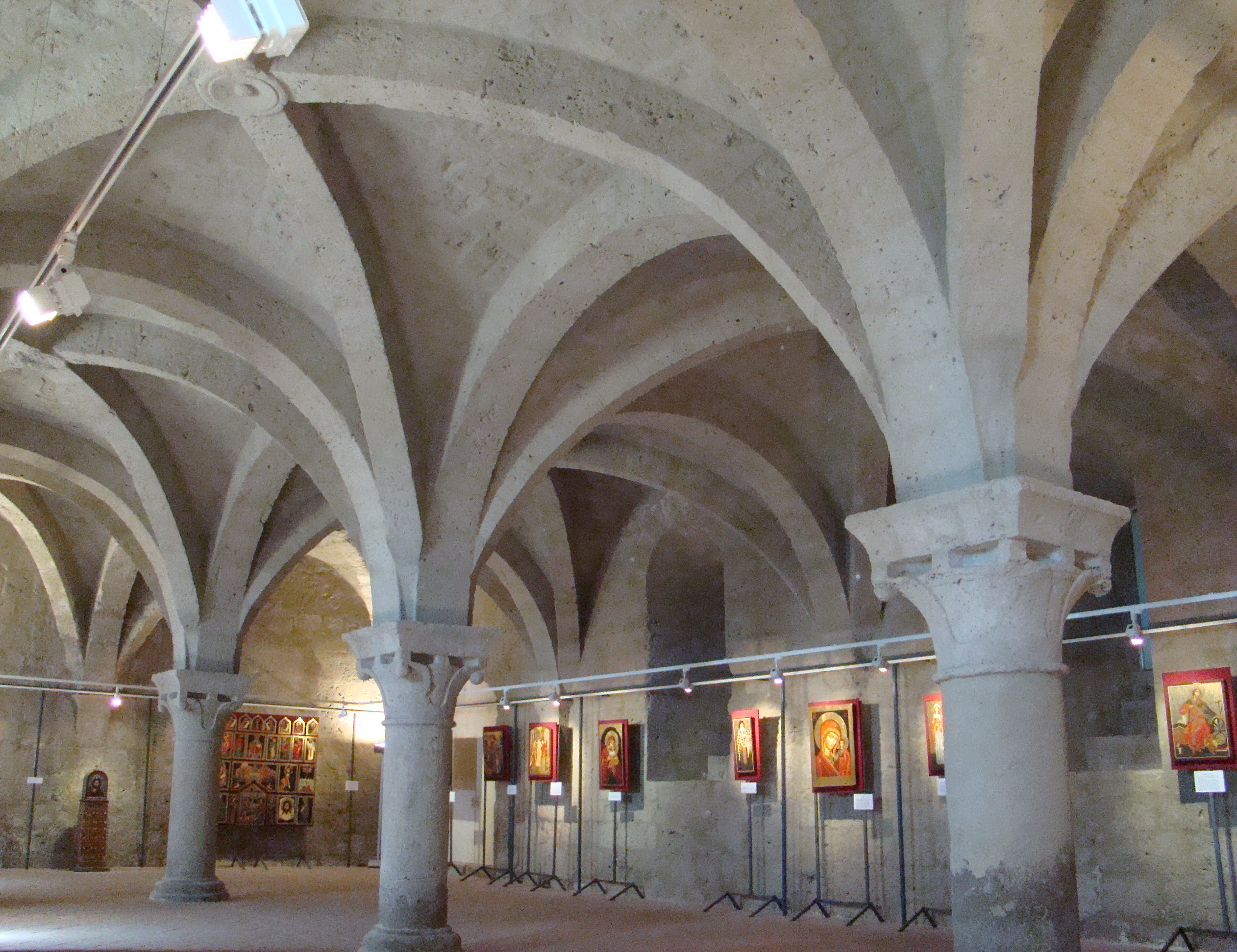
Sala de trabajos utilizada para exposiciones

La sala de trabajos es un espacio bastante amplio cuya estructura arquitectónica supone un buen ejemplo del gusto y austeridad propios de los cistercienses. Corresponde al final del románico cuando los arcos empezaban a apuntarse formando una estructura propia del gótico. La sala queda articulada en dos naves con la ayuda de tres columnas espaciadas. Son columnas rechonchas con capiteles decorados con sencillas hojas alargadas terminadas en bolas. Sobre el capitel hay un cimacio cuadrado de caveto del que nacen los arcos fajones de medio punto y los nervios apuntados. En total se forma una bóveda de ocho tramos en cuyas claves se incluye una bola. Las ménsulas de los muros reciben los nervios.
Después de las obras de restauración se acondicionó esta sala para exposiciones de obras de artistas contemporáneos entre los que se incluyen jóvenes valores sin consagrar.

### Panda del refectorio
Es la galería meridional del claustro. En ella se construyeron habitaciones necesarias para la vida cotidiana: calefactorio, lavatorio, refectorio (de donde toma el nombre) y cocina.
Calefactorio
Es la primera sala situada entre la de trabajos y la del refectorio que ocupa el siguiente espacio. Seguramente tenía un hogar para caldear y a ella acudirían los monjes de vez en cuando para entrar en calor en las horas más frías del invierno. Ya no existe como tal sala y en su lugar hay una escalera de tres tramos que conduce al claustro alto. Tuvo una puerta medieval de la que se puede ver algún resto. Se conserva una puerta adintelada de épocas posteriores.
Lavatorio
Era una sala cuadrada con aspecto de templete cubierto con bóveda de crucería. Debió tener una fuente donde los monjes se lavaban las manos al entrar y al salir del comedor.
Refectorio

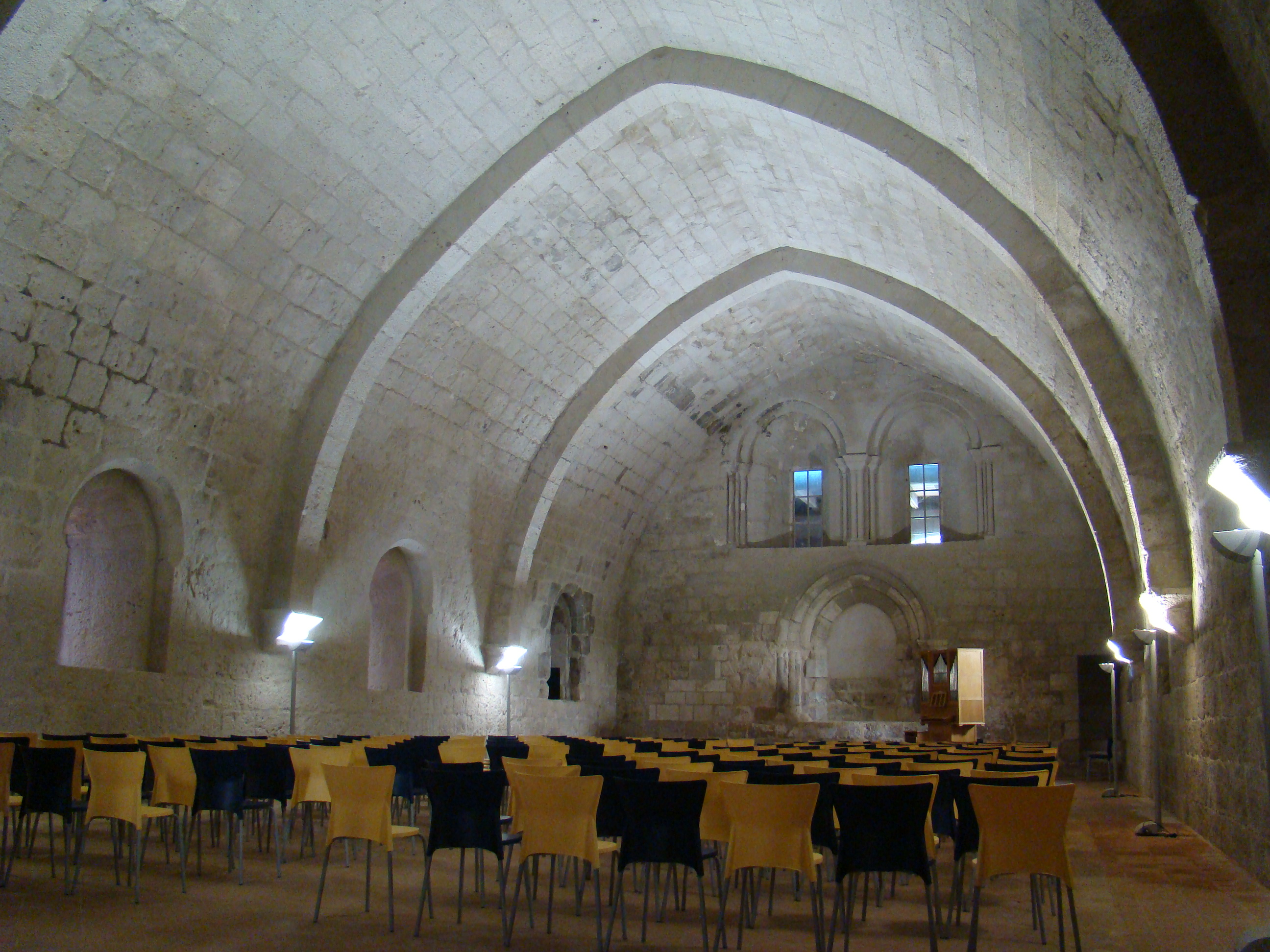
Antiguo refectorio preparado para un concierto

El refectorio o comedor de los monjes es una gran sala alargada y perpendicular al claustro. Sus bóvedas son de cañón apuntado. Los arcos fajones dividen el espacio en cuatro tramos. En el muro sur de la estancia se abrieron tres ventanas por donde entraba luz del exterior ya que en la época de su construcción no había ningún otro edificio adosado. Cuando en el siglo xvii
se levantó un edificio quedaron cegadas esas ventanas por lo que tuvieron que abrir unas claraboyas en la bóveda. La restauración devolvió la estructura primitiva a esta sala. Los monjes entraban en absoluto silencio en el refectorio llevando un estricto orden de antigüedad en el monasterio; se encontraban todo preparado y la mesa servida. Se sentaban en el banco corrido que había junto a los muros este y oeste y el abad se situaba al fondo presidiendo. Mientras comían el silencio era interrumpido solo por la voz del monje lector que, subido en el púlpito, amenizaba con textos sagrados en latín. No se ha conservado el púlpito pero sí hay restos del tornavoz en el ángulo suroeste y la escalerilla de acceso embutida en la pared.

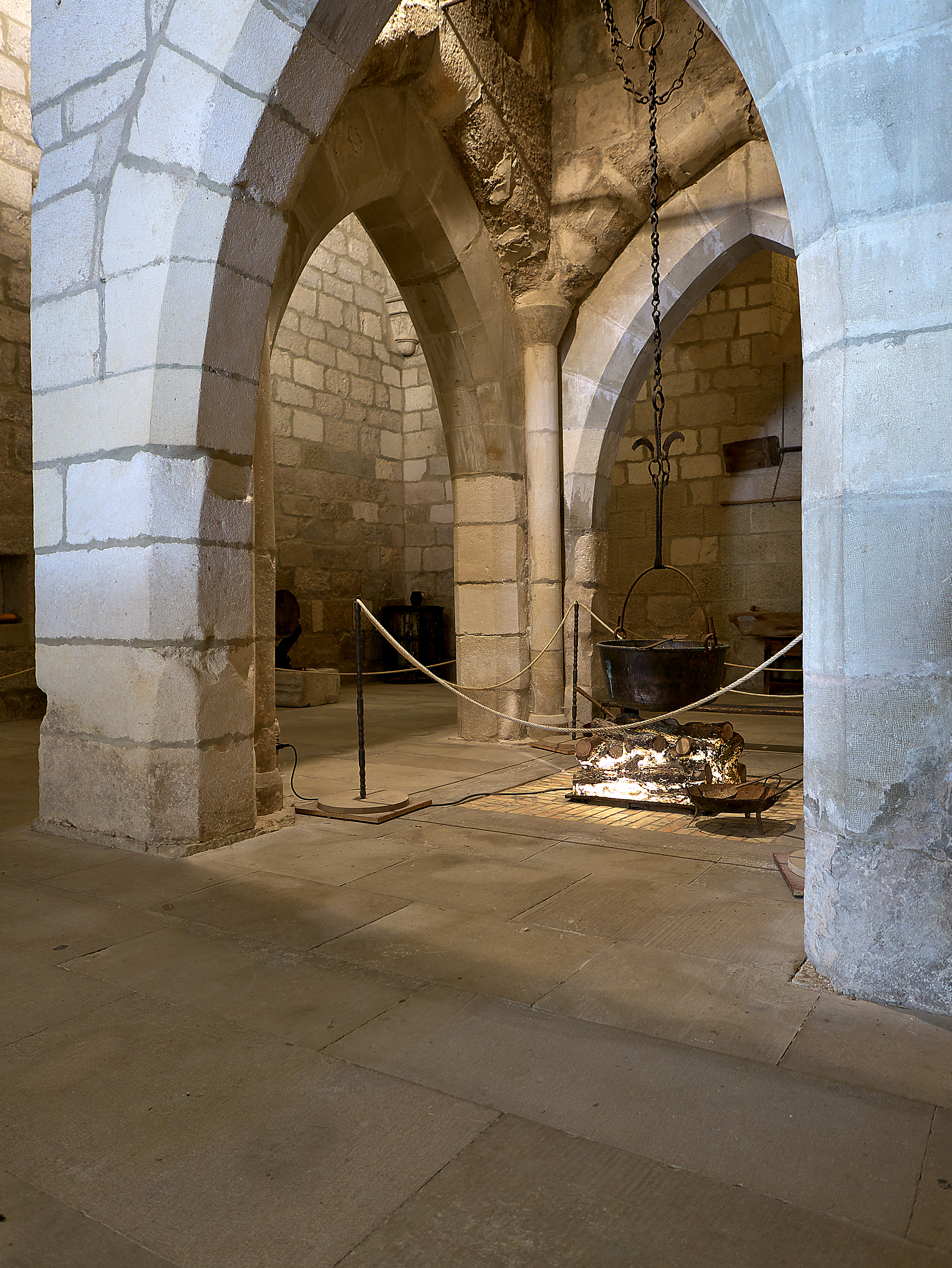
Cocina del monasterio de Iranzu

Se pueden apreciar las alacenas de obra donde se guardaba la vajilla y otros avíos.
Cocina
Fue construida en los mismos años que el refectorio pero de esta época medieval se conserva poco pues la mayoría son modificaciones del siglo xvii con bóvedas imitando a las antiguas aunque las ménsulas que reciben los arcos son puramente clasicistas. La primitiva cocina era de dimensiones más reducidas y tendría un hogar en el centro como puede verse en los monasterios de Santa María de Huerta y en el de Iranzu. Junto al muro subsiste aun el pozo que se abastecía de un aljibe. En las paredes hay huecos que servían como alacenas y despensas.
Vestíbulo
En la esquina de la panda se creó en el siglo xvi un vestíbulo que comunicaba el claustro con el patio del compás. Lo más interesante de esta construcción es la puerta de comunicación de factura renacentista. Tiene arco de medio punto abocinado y con casetones en el intradós. Se remata con un tímpano donde está el busto policromado de San Pedro. La misma puerta vista desde la parte del vestíbulo consta de un arco de medio punto con casetones en el intradós y columnas estriadas. Por encima hay un tondo con la imagen de San Pablo. Se conserva también, aunque muy deteriorado un resto de pintura mural con la representación de San Pedro bajo una venera y de un templo dentro de un paisaje urbano con personajes a su alrededor, arrodillados como si fueran fieles en actitud de orar.

### Panda de la cilla
Es la zona oeste destinada a los hermanos conversos donde tenían su dormitorio y su propio refectorio y cuidaban del cuarto de la cilla o despensa para víveres y bodega. El dormitorio estaba en la planta de arriba y sus ventanas daban al patio del Compás.

### Panda delMandatum
Era la galería paralela al muro sur de la iglesia. Como estaba orientada al sur era la más cálida y soleada, abrigada además por el muro de la iglesia. Estaba destinada al lectio divina (lecturas sagradas) que practicaban los monjes siguiendo la regla cisterciense. Había un banco corrido a todo lo largo, adosado al muro donde se sentaban los monjes durante la ceremonia litúrgica del Mandatum que consistía en la obligación de lavarse los pies todos los sábados comprendidos entre el domingo de Pascua y el 14 de septiembre, día en que se conmemoraba la Exaltación de la Santa Cruz.

### Pinturas murales

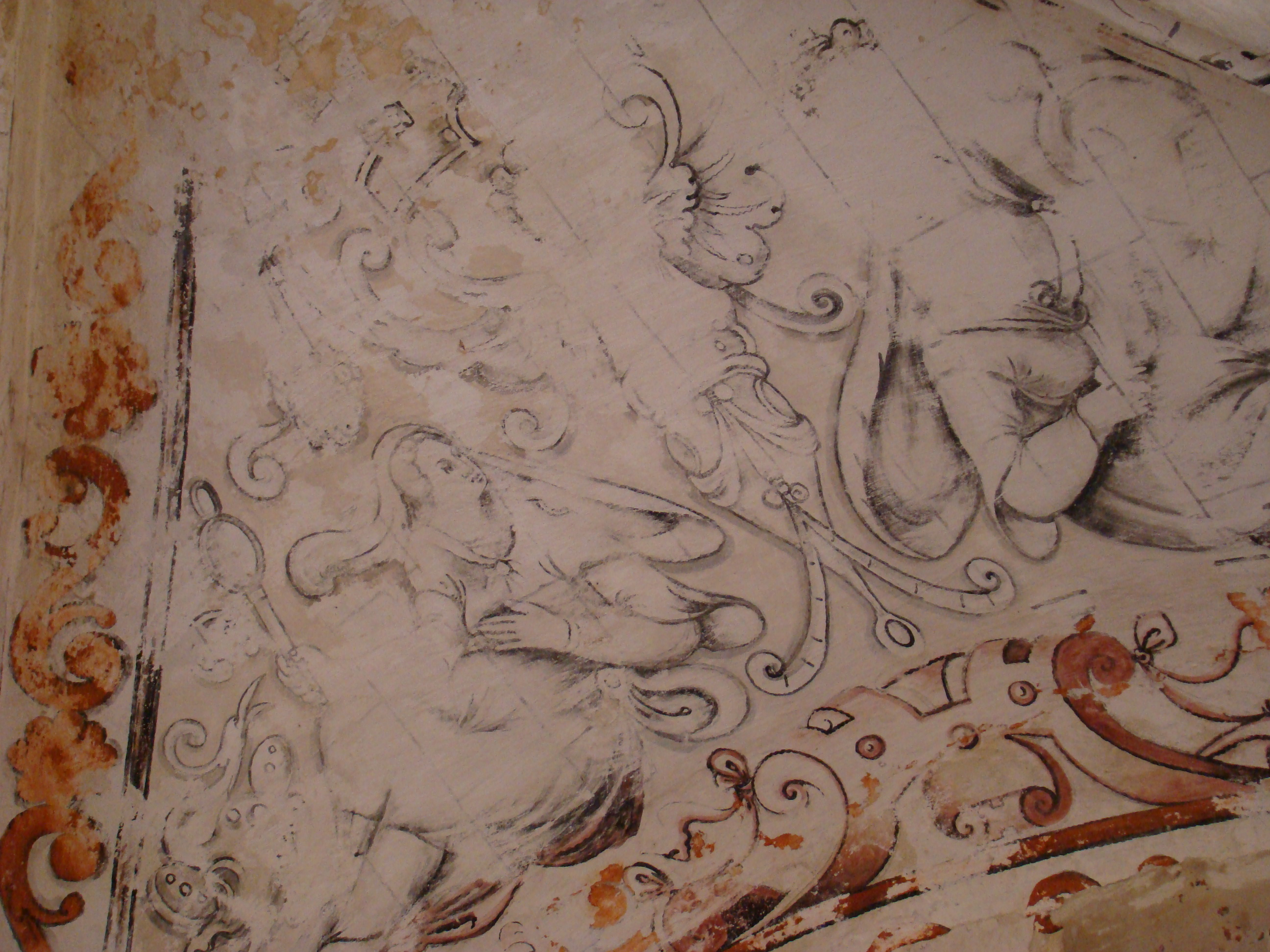
Pinturas murales

Se conservan vestigios de pinturas murales que datan del tercer cuarto del siglo xvi en las bóvedas, muros y algún intradós de los arcos. Son pinturas manieristas de gusto italiano realizadas quizás por maestros palentinos de la época. Representan diversos temas: mitología clásica con referencias cristianas, simbología y escenas religiosas. Estaban ocultas tras una capa de yeso que se aplicó en el siglo xviii y aunque en la última restauración se han podido recuperar algunas, la mayoría está muy dañadas. Cada panda tiene su preferencia por un tema distinto, así en la del capítulo se supone que fueron representados los Padres de la Iglesia pues queda como único testigo la figura de San Jerónimo; en la del refectorio se ve el episodio de la lactación de San Bernardo por lo que es posible que estuviera toda la panda dedicada a la vida de este santo; en la del mandatum se conserva más cantidad con escenas de la Pasión de Cristo.

### Piso superior o claustro alto

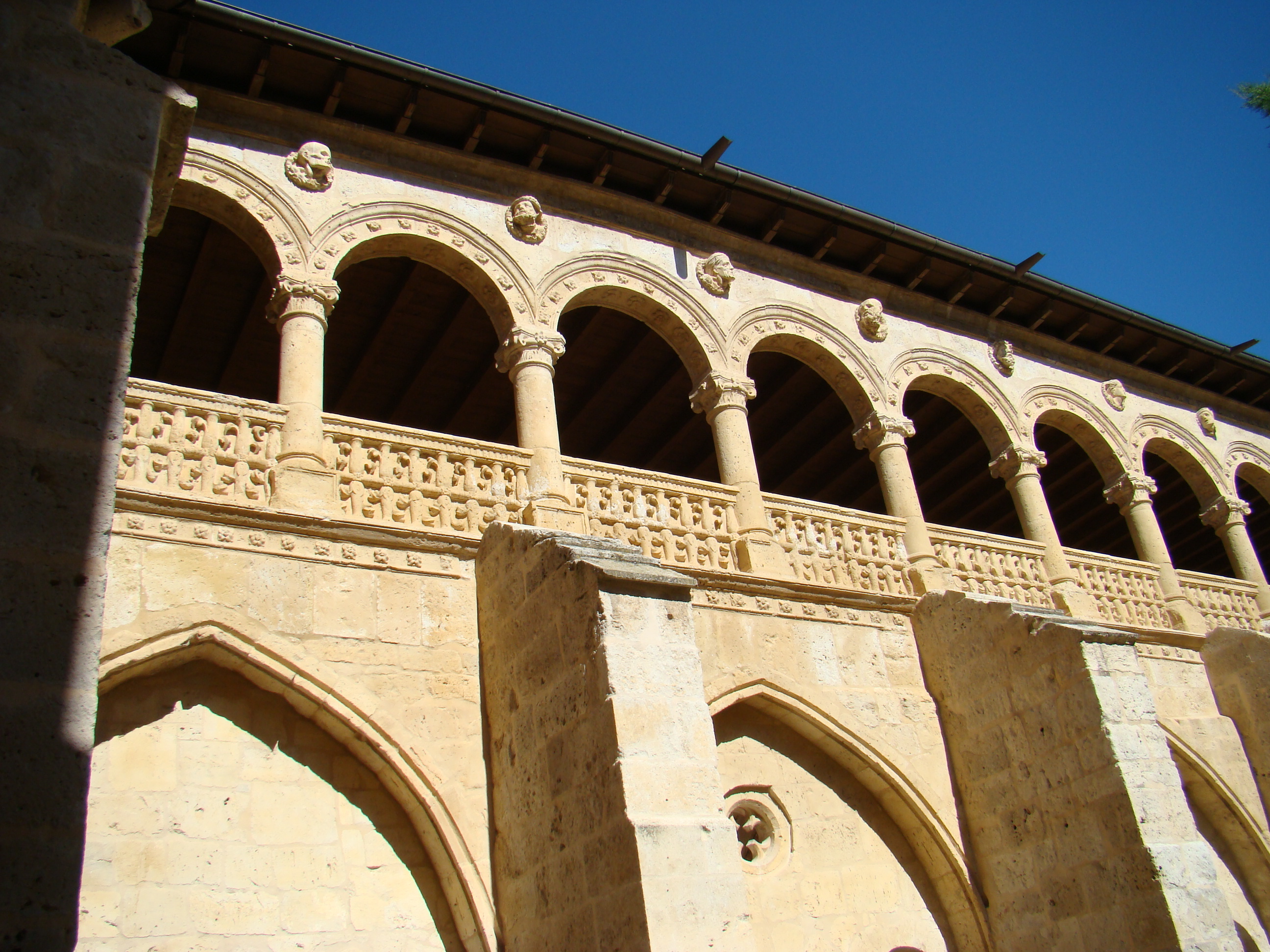
Galería superior renacentista

En el siglo xv se añadió una altura al claustro reglar hecha en madera que subsistió algunos años hasta que en el siglo xvi se construyó la galería siguiendo la moda y los cambios de estilo de la época. Surgieron arquerías de medio punto apoyadas en columnas que a su vez se asientan en plintos que sobrepasan los antepechos. Los capiteles son de tipo jónico con cabecitas entre las volutas o con decoración de hojarasca y bichejos; en las enjutas se añadió una decoración con tondos o medallones, —un total de cincuenta y dos— con escultura de buena talla de cabezas, representando niños, jóvenes, adultos y viejos, tanto hombres como mujeres. Son efigies de difícil identificación aunque hay una que se puede decir casi con certeza que corresponde al emperador Carlos. Los medallones del lado norte están rodeados por un anillo; los demás tienen una ornamentación de hojas y frutas. Una de estas cabezas es una calavera, tema renacentista, con la particularidad de llevar labrada una oreja. Los antepechos están muy trabajados con tracería gótica y renacentista y tramos de balaustres. Entre los dos pisos se extiende una moldura que contiene una faja de estrellas y de rosáceas. Los plintos sobre los que descansan las columnas son cuadrados unos y ochavados otros. Estudiando la gran variedad de estilos y decoración se puede señalar el orden cronológico de las cuatro galerías: primero se alzó el lado norte con una mezcla de componentes góticos y renacentistas. Después se levantaron las galerías de la parte oriental y occidental con elementos del pleno renacimiento. La última fue la del sur.
Dormitorio
El dormitorio de los monjes —primer tercio del siglo xiii— en origen se construyó sobre la sala capitular y parte de la sala de trabajos. Sobre la sala de trabajos estaba el dormitorio particular del abad, en lugar preferente de vigilancia. El edificio tenía cubierta de madera.
Era un espacio amplio, alargado con ventanas pareadas de medio punto. Se comunicaba por medio de dos escaleras, una conducía al claustro, la llamada «escalera de día» y otra conducía al crucero de la iglesia y se la conocía como «escalera de maitines». Tuvo muchas transformaciones a lo largo del tiempo y después de muchos avatares solo se mantuvieron en pie los muros de oriente y occidente. Este último quedó oculto cuando se hizo la obra de levantar el claustro alto.

## Patio del Compás

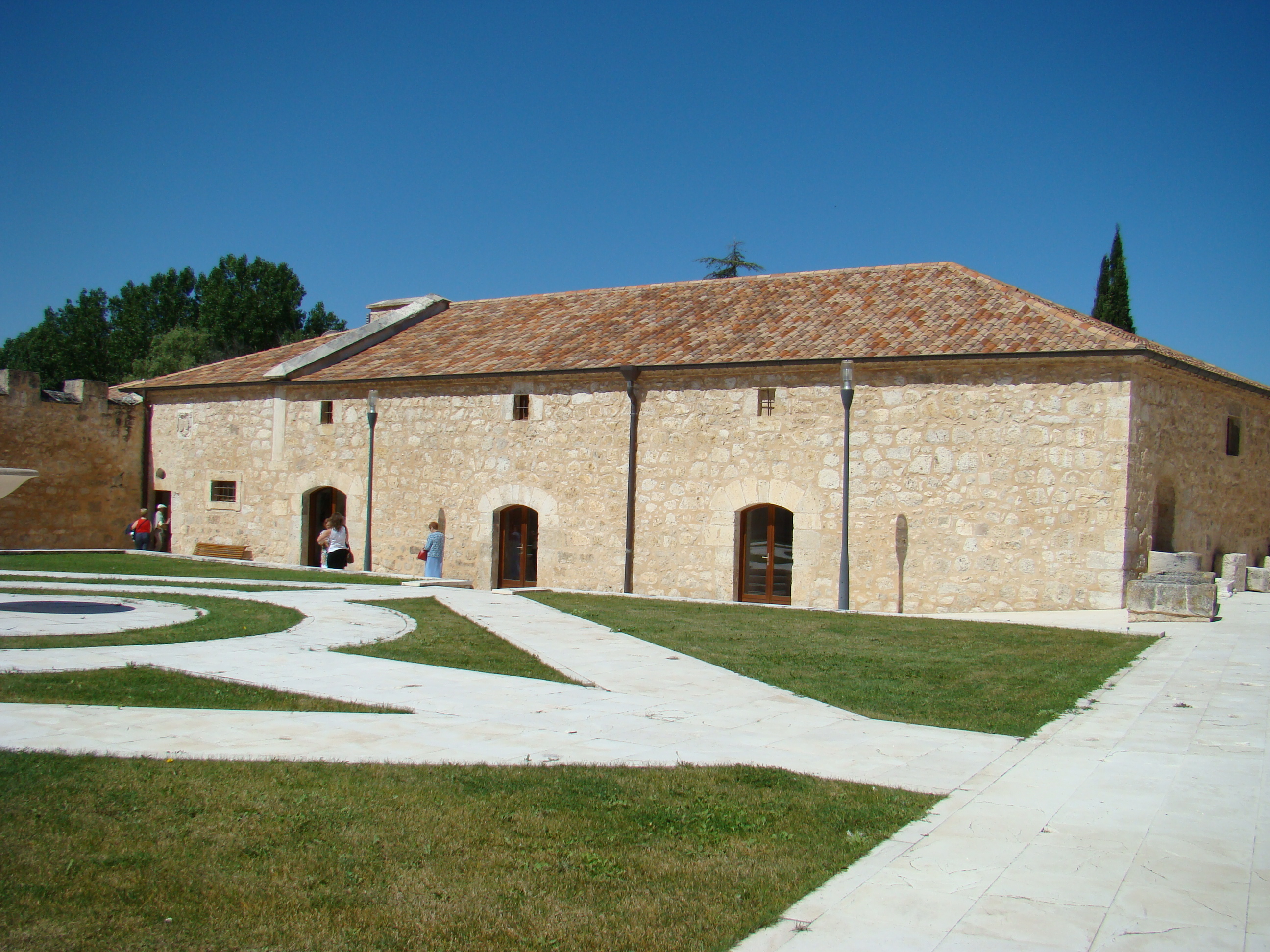
Patio del Compás y antiguas caballerizas

Es un espacio comprendido fuera del estricto conjunto monacal que servía de comunicación con el mundo exterior. En Valbuena se encuentra situado al suroeste del monasterio. Su aspecto actual data del siglo xviii aunque muchas de sus edificaciones son más modernas. Este patio recibía a los forasteros, viajeros, vendedores con sus carros llenos de mercancías y huéspedes que se alojaban en la hospedería en un tiempo en que este establecimiento estaba ubicado en este lugar. Después de las últimas obras de restauración terminadas en el 2001 se dio acceso al patio a través del edificio de recepción que en su día fueron las antiguas caballerizas compartidas por el conde de Montijo —Cristóbal de Portocarrero y Guzmán de Luna—. En la parte sur estaban las casas adquiridas por el conde para pasar algunas temporadas, derruidas con el tiempo; allí mismo se ha levantado una moderna que no desdice con el resto de las construcciones. En esta zona se conservan dos portadas de acceso al claustro, una del siglo xvii, adintelada y con decoración de bolas en los costados; otra es puntada cisterciense del siglo xiii.
Por el norte y en prolongación desde el este y el oeste hacia el sur, formando una U hay una serie de edificios, entre ellos lo que fue la antigua cilla y el dormitorio del abad —durante la Edad Moderna—, todos ellos ocupados por dependencias de la Fundación.
Portería
En los edificios de la parte oeste está la portería. En primer lugar hay una puerta de arco apuntado sobre el que se ve una escultura de San Bernardo; a continuación, un espacio que se cubre con bóveda de crucería y al fondo la puerta renacentista.

La portería
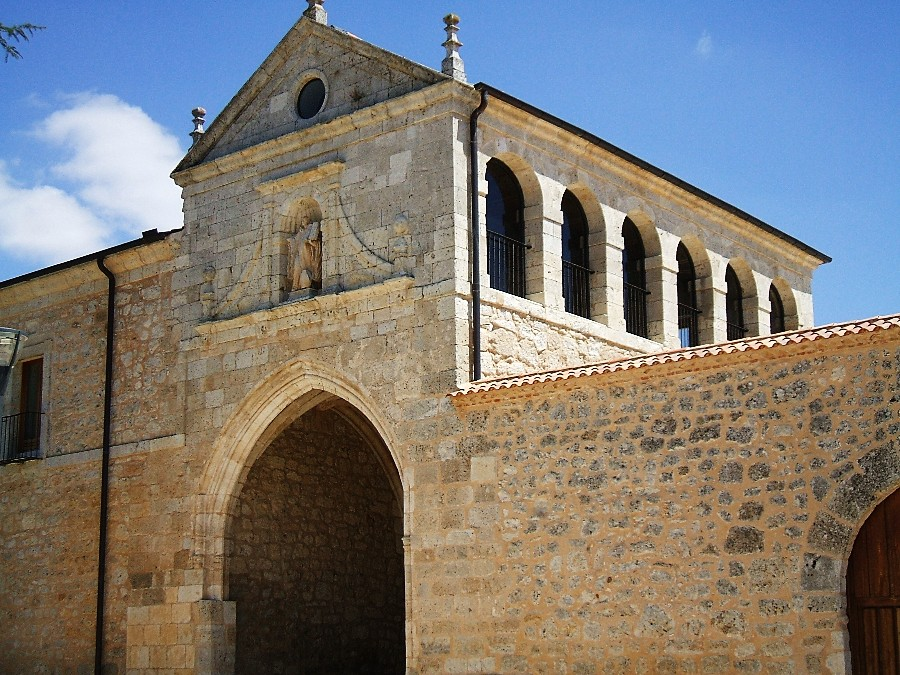
Arco cisterciense de la portería; arriba la imagen de san Bernardo
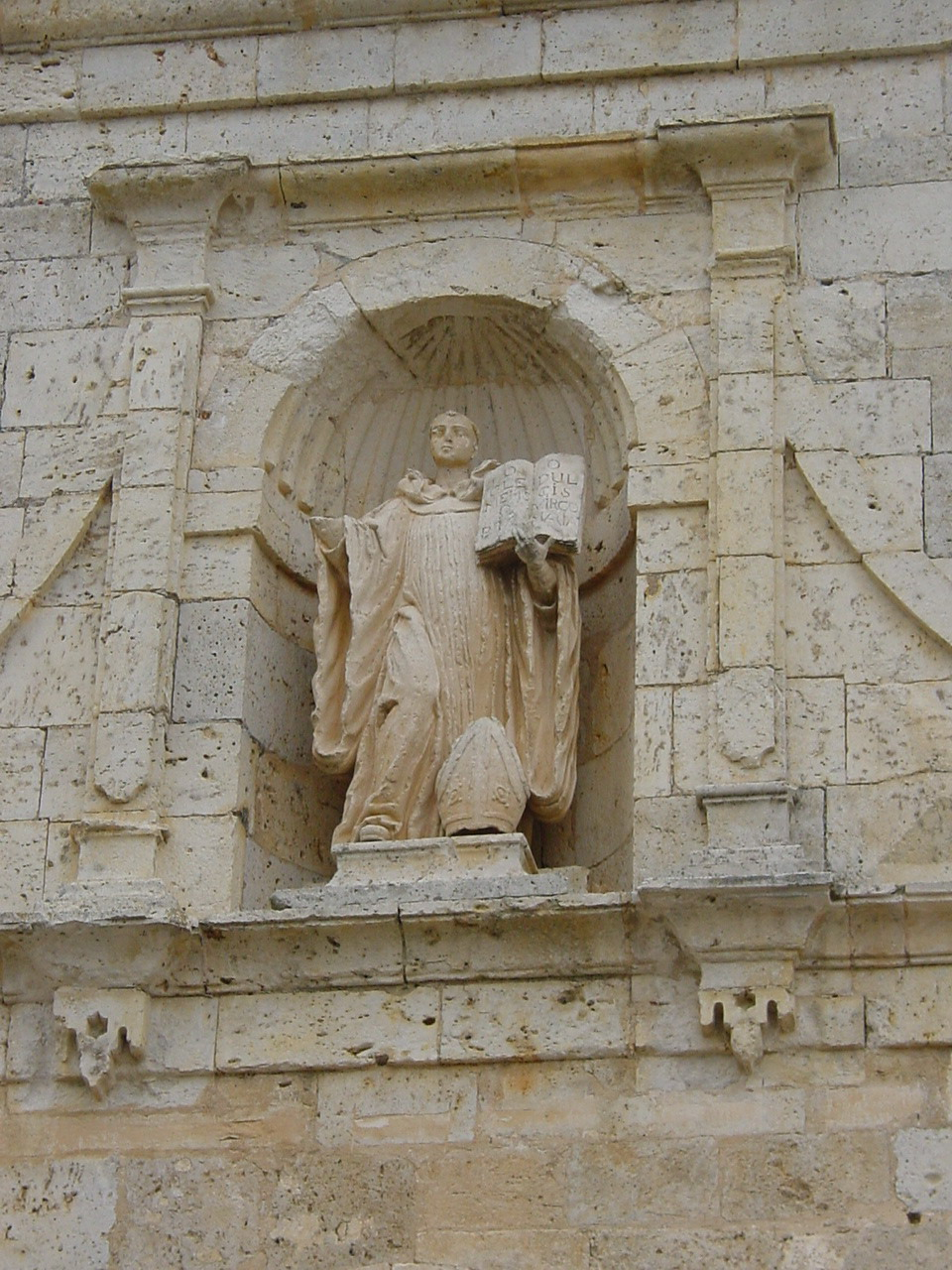
Detalle de la imagen de san Bernardo

Botica

El monasterio cuenta con una botica-museo cuyo botamen y demás utensilios pertenecieron a una antigua botica de Frómista; su último propietario, Jesús Fernández Ejado hizo la donación de dicha botica a la Fundación.

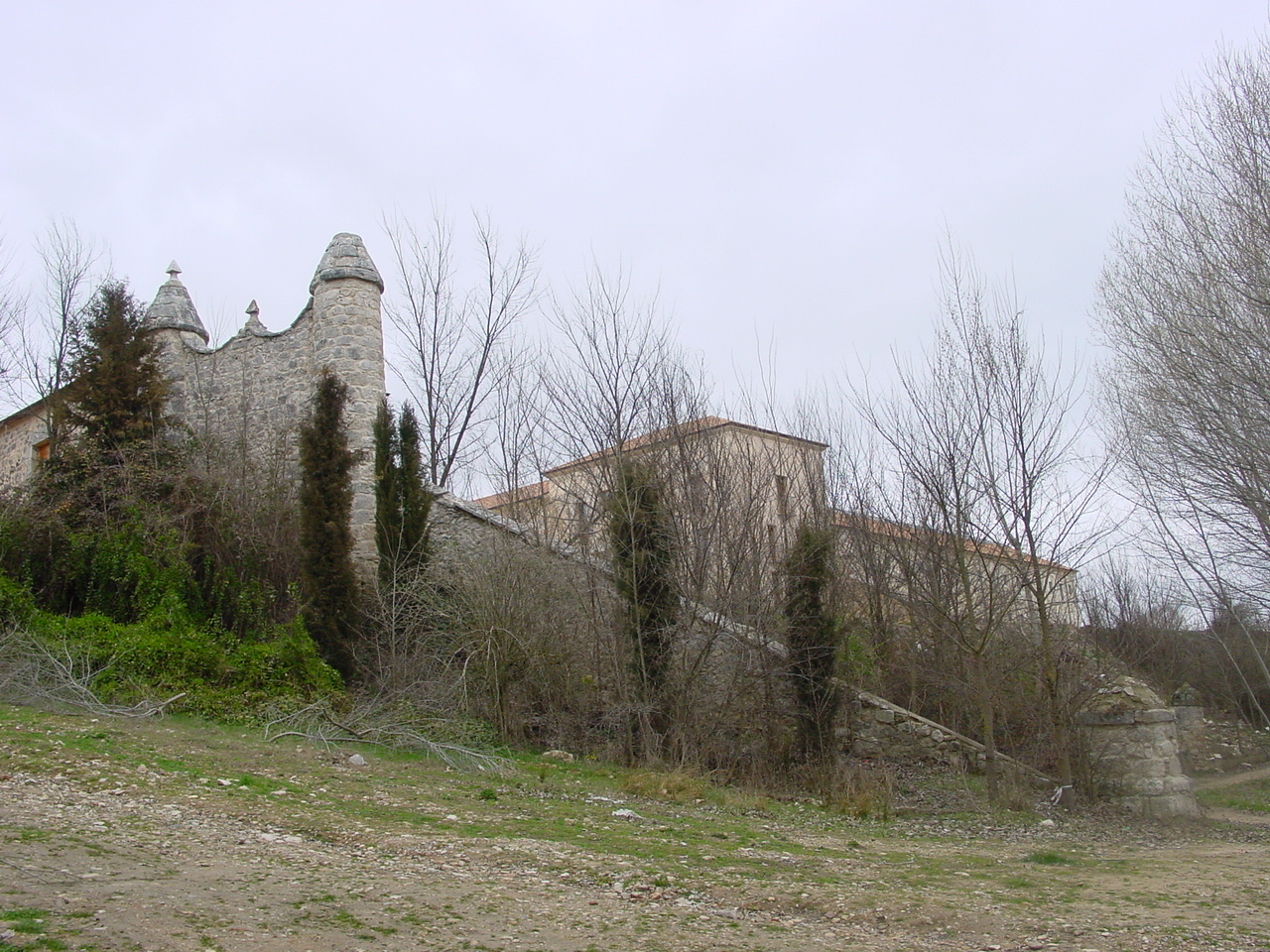
Restos de la antigua cerca

 Esta antigua farmacia data de 1741 y su primer farmacéutico fue Atanasio Rebolledo Olea. De la auténtica botica del monasterio se tienen noticias por las fuentes documentales pero se desconoce el lugar exacto en que se encontraba.

## Cerca
La cerca mantenía a la comunidad aislada, en clausura y existía en todos los monasterios. En Valbuena se conserva algún lienzo en la parte sur y algunas torres cilíndricas de poca altura. La cerca guardaba además otras construcciones ya desaparecidas a lo largo del tiempo como hornos para el pan, un palomar y una fragua.

## Inventarios
En el Libro de inventarios del Monasterio de Valbuena 1799-1832 guardado en el Archivo Histórico Nacional, libro nº 16.611, se conservan datos documentales de dos inventarios que se hicieron en 1799 y 1810. En estos inventarios se catalogan muchos cuadros, muebles, obras de orfebrería y esculturas. Muchos de estos bienes están perdidos o desaparecidos y otros se han podido localizar en otras parroquias que los acogieron para su custodia.